# Дубно
Ду́бно — місто в Україні, центр Дубенського району та Дубенської міської громади Рівненської області. Населення міста становить 38 707 осіб (2024).
Місто розташоване на річці Іква, на залізничній лінії Здолбунів — Красне, за 45 км від Рівного. Через місто проходять автошляхи європейського значення E40 і E85.
Місто Дубно згадується у романі видатного чеського письменника Ярослава Гашека "Пригоди бравого солдата Швейка".

## Географія і клімат

### Географія

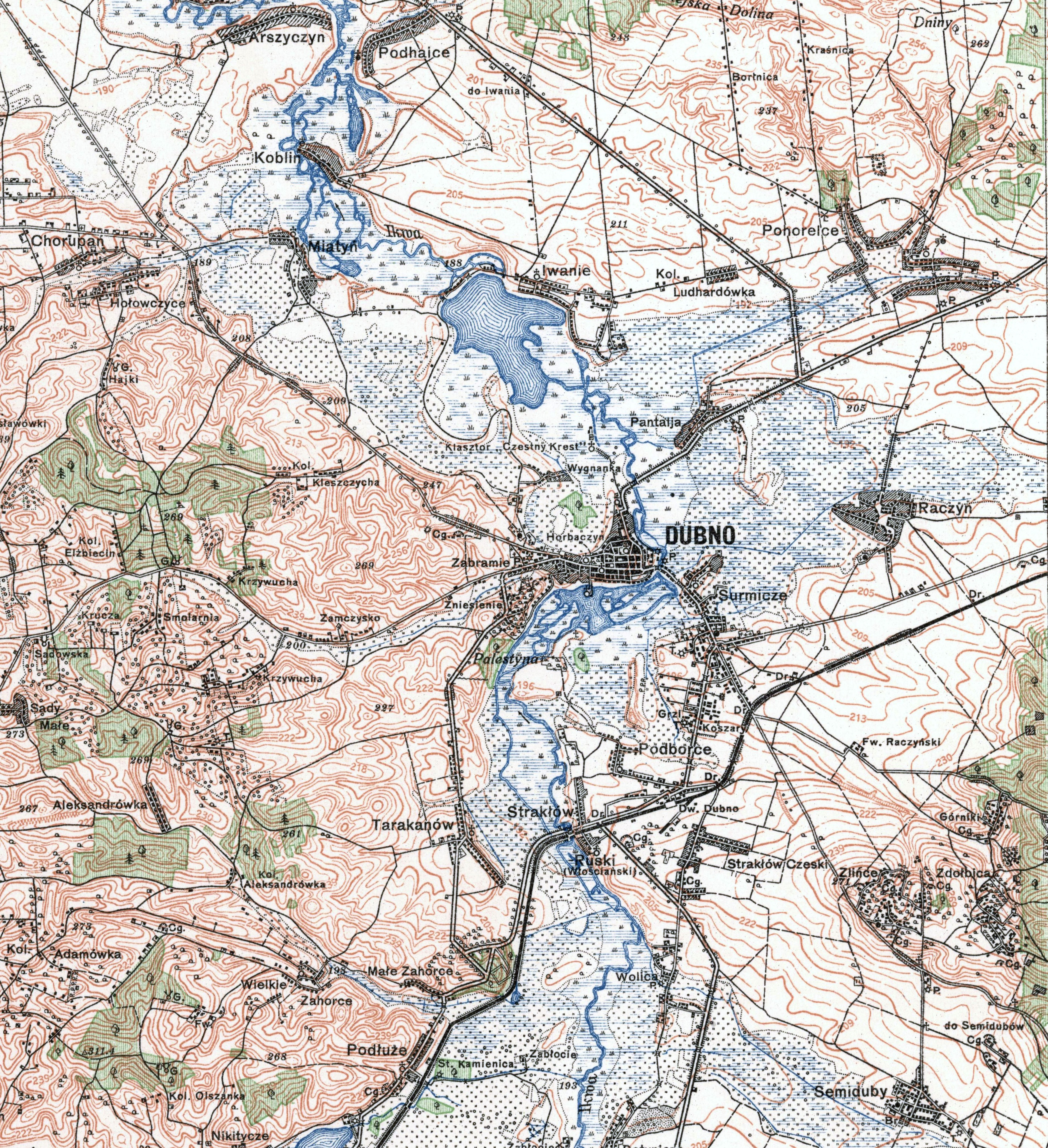
Топографічна карта Дубна 1920-1930-х років

Дубно розташоване у південно-західній частині Рівненської області на Волинсько-Подільській височині, на висоті 202 метрів над рівнем моря. Найнижча точка в Дубно знаходиться вздовж річки Іква і становить 193 метра. Найвища точка в Дубно знаходиться на околиці в північно-західній частині міста на Шибеній горі (неподалік траси Київ — Чоп), що становить 255 метрів.

### Клімат
Клімат помірно континентальний, з незначними коливаннями температури, помірно тепле літо та м'яка зима з частими відлигами. Напрямки вітру влітку та взимку різні. Влітку переважно вітри північно-західні, взимку західні й південно-західні. Середня температура повітря в січні: -4,0°С, у липні: +19,1°С, кількість сонячних днів у році — 70, кількість опадів 600—700 мм на рік, більше у літній період. Останні 10 років клімат став значно теплішим, літо гарячим, малодощовим. Через посуху глибина ґрунтових вод збільшилась. Теплий період збільшився, зима стала м'якшою та коротшою.

## Історія

### Доба Київської Русі
Дубно відоме з 1100 року.
Перша згадка про нього зустрічається в Іпатіївському літописі:
"…В літо 6608 (1100) брати уклали мир між собою, Святополк, Володимир, Давид, Олег в Уветичах, місяця серпня в 10-й день. І прийшов до них Давид Ігорович і сказав їм: «Нащо ви мене прикликали? От я. У кого на мене образа?» І відповів йому Володимир: «Ти сам прислав до нас: „Хочу, браття, прийти до вас і поскаржитись за свої образи“. Так от ти прийшов і сидиш із своїми братами на одному килимі — тож чому не скаржишся, до кого із нас твоя образа?». І не відповів Давид нічого. І стали всі браття на коней; і став Святополк зі свою дружиною, а Давид і Олег зі свою нарізно один від одного. А Давид Ігорович сидів осторонь, і не підпустили його до себе, але окремо радились про Давида. І, порадившись, послали до Давида мужів своїх: Святополк — Путяту, Володимир — Орогостя і Ратибора, Давид і Олег — Торчина. Послані ж прийшли до Давида і сказали йому: «От що говорять тобі браття: „Не хочемо тобі дати столу Володимирського, тому що ввігнав ніж у нас, чого не було ще в Руській землі. Але ми ж тебе хапати не будемо і якогось іншого зла не зробимо, але от що тобі даємо: іди і сідай у Божеському, в Острозі, а Дубен і Чорторийськ дає тобі Святополк…“»
Ще один раз Дубно згадується у літописі під 1149 році у зв'язку з перебуванням на Волині Юрія Долгорукого
Проте 1100-й рік не є датою заснування. Археологічними розкопками кінця XIX — дев'яностих років XX ст. доведена більш давня дата появи міста. У 1896 році під час копання ровів для фундаменту будинку в передмісті Сурмичі було виявлено поховання комарівської культури з двома посудинами, що були передані у музей Дідушицьких у Львові.
У 1943 році у східній частині міста на болоті у цьому передмісті місцевий археолог та музейний працівник М. І. Островський виявив поселення черняхівської культури. Такі ж поселення виявлені і на острові Підзамче на Ікві розвідкою М. О. Тиханової у 1956 році. На подвір'ї колишньої школи № 1 було знайдено сліди поселення культури Зимне-Злота, одна посудина знаходиться в музеї. На правому березі Ікви у передмісті Сурмичі у 1942 році було розрито ґрунтовий могильник. Знайдені прикраси зберігаються у Дубенському краєзнавчому музеї. Археологічні розвідки засвідчують, що на околицях міста відкрито два поселення доби ранньої та пізньої бронзи, ранньослов'янське поселення черняхівської культури та давньоруське городище.

### Литовська доба XIV—XVI століть
Під час князівських міжусобиць і боротьби за великокняжий престол місто переходило з рук в руки. І так продовжувалось аж до самого нашестя татар на Волинь. У 1240 році Дубно зруйнували монголо-татари.
Після смерті Данила Галицького Луцьким уділом, до складу якого входило Дубно, володів Мстислав Данилович. У 1340 році Волинь, у тому числі й Дубно, ввійшла до складу Литви.
На основі жалуваної грамоти Ягайла від 4 листопада 1386 року Федір Острозький отримує місто Острог з округом Острозьким, до складу якого входило Дубно.
Князь Костянтин Іванович Острозький побачив перспективу Дубна як міста і в 1492 році звів кам'яний замок вище за рельєфом. Укріплене замком місто забезпечувало військовий захист краю, а власнику — доходи від торгівлі. Вибір місця для нового замку виявився вдалим, бо вже тоді він був неприступним.
3 червня 1498 року власник міста Костянтин Острозький отримує від Литовського князя Олександра грамоту про надання Дубну статусу міста, а у 1507 році король польський Сигізмунд І дарує Дубну магдебурзьке право. На основі якого: «Село Дубном зване зробити містом… …обсадити людьми і торги мати кожну п'ятницю, а ярмарок — кожного року на Спаса»..
Середньовічне Дубно було одним з найбільших культурних центрів Волині. При тутешніх монастирях жили й працювали видатні вчені, літератори, церковні діячі — Мелетій Смотрицький, Касіян Сакович, отець Віталій, Іов Залізо (згодом Іов Почаївський). Ігумен Хрестовоздвиженського монастиря о. Віталій тут 1604 року переклав з грецької книгу «Діоптра…», а Ієромонах Арсеній у 1539 — 1566 роках створив відоме Дубенське Четвероєвангеліє.
У 1569 р. внаслідок Люблінської унії Дубно входить до складу Речі Посполитої. Для економіки міста другої половини XVI — першої половини XVII ст. характерним є подальше піднесення ремесла і торгівлі.
1577 року Дубно двічі зазнало нападу татар. 4 березня 1577 року татарська орда переправилась через річку Ікву. На захист міста став син князя Януш. Він приготував місто до захисту, на річці прорубав ополонки. Татари виступили з боку чернецької греблі, дружина Януша не витримала натиску і відступила до замку. 5 березня 1577 року татари знову підступили до міста, але наразились на сильний опір. Татари почали штурм з боку Хрестовоздвиженського монастиря, але безуспішно. Відступаючи, татари знищили дві сотні сіл, князь зазнав великих збитків. Місто було майже повністю зруйноване, вистояв лише сильно укріплений замок.

### Польська доба XVII—XVIII століть

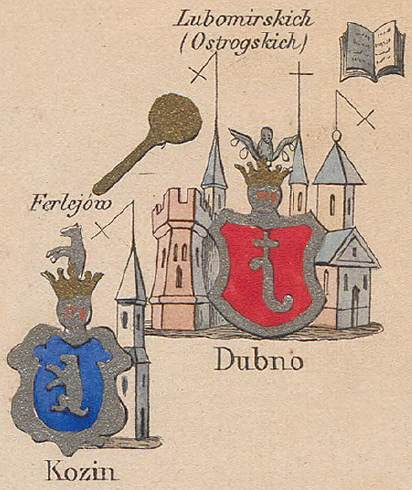
Дубно на мапі Зигмунда Герстмана

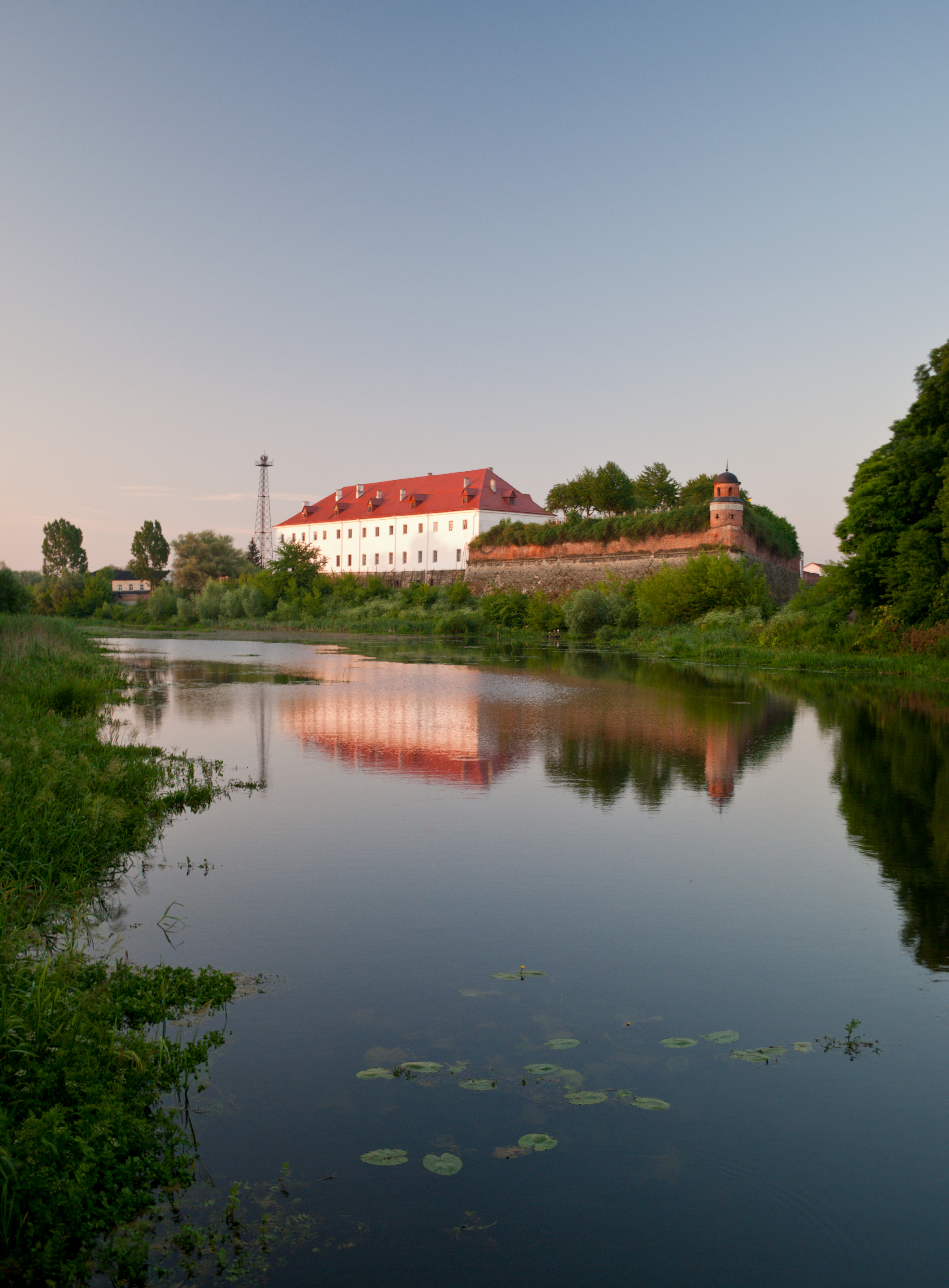
Вид на Дубенський замок з берега Ікви

На початку XVII ст. Дубно виконувало роль другої після Острога столиці Острозької ординації. В цей період продовжується зростання магнатського землеволодіння. Януш Острозький запроваджує статут про родинне успадкування (1609 р.) Свої маєтки він поділив на дві частини: майоратно-неподільну і спадкову. Відтак столицею майорату стає Дубно. До майорату входило 24 міста і 592 села. На території краю поширюється фільваркове господарювання. Селяни які працювали на поміщика виготовляли речі не тільки для внутрішнього використання, а й для продажу.
У 1666 році в Дубні нараховувалося чотири цехи: ткацький, ковальський, шевський, золотарський.
Посилення національного та релігійного гноблення спричинило антиуніатське повстання 1633 року в місті Дубні. Повстання очолили козаки місцевого загону проти Касіяна Саковича, який із 1625 по 1639 рік очолював Дубенський Спаський монастир, автор відомих літературних творів, який силою змушував зрікатися від своєї віри і приймати католицизм. Князівські війська придушили цей виступ, а його керівників стратили на міському майдані.
Під час визвольної війни українського народу 1648—1657 рр. хвиля масових повстань докотилась до Дубна. Влітку 1648 року дубенчани радо вітали загони Максима Кривоноса, що на деякий час увійшли до міста. Під Дубном відбулися сутички полковника Криси із королівськими військами, але козаки в кількості 5000 чоловік розбили шляхетські війська. 5 червня 1651 року один із козацьких загонів раптовим ударом вибив польські війська з Дубна. Козаки взяли багатий трофей — дві тисячі коней і волів, яких шляхта мала гнати до свого табору біля Сокаля.
На боці армії Богдана Хмельницького були і селяни. Вони всіляко допомагали козакам. Так, коронний хорунжий Олександр Конєцпольський доповідав Миколі Потоцькому, що не зміг виконати бойового завдання, бо, коли наближалися до Дубна, селяни спалили фільварки, щоб повідомити українське військо про небезпеку. Конєцпольський мав кілька дрібних сутичок з козаками під Дубном, які, однак, ухилялись від боїв і відходили до табору Хмельницького. Для переслідування невловимого ворога Конєцпольський вислав ротмістрів Суходольського і Стжалковського з кількома хоругвами, які 19 червня в трьох милях від Дубна напали на невеликий козацький табір, у якому завзято боронилося 200 козаків. Вони вбили 70 козаків, 17 взяли в полон з кількома возами зерна та 200 биками повернулись у королівський табір.
В Дубно на єврейському кладовищі похований цадик Йосиф Яков (Йоска) Сабатка (Yosef Yaakov (Yoska) Sabatka) Rabbi Yosef, Rabbi of Dubno (1659—1702), автор «Єсод Йосеф» (The book Yesod Yosef, by Kabbalist Rabbi Yosef, Rabbi of Dubno. Zhitomir, 1867. Published by Rabbi Avraham Shalom Shadov.) — одного з популярних релігійних творів XVIII ст.. Місце могили відоме і пам'ятник відновлений. Саме кладовище потребує догляду, відсутня огорожа, є сміття, рідко викошується трава.
Під час Північної війни місто відвідав Петро І, який домовився з волинськими магнатами про охорону прав та інтересів. Княгиня Констанція Любомирська, яка в той час володіла Дубном постачала військам російського царя продукти і фураж.

Меморіальна дошка І.Мазепі та П.Орлику

У вересні 1705 року Іван Мазепа разом зі своїм писарем Пилипом Орликом перебував у Дубні.
У XVIII ст. місто набуло високого економічного й культурного піднесення завдяки знаменитим Дубенським контрактам, перенесеним сюди зі Львова 1774 року. Ці ярмарки починалися 7 січня і тривали цілий місяць. Для зручностей гостей і купців князь Михайло Любомирський побудував кілька двоповерхових будинків навколо Ринкової площі, звів ратушу і ще один палац у замку, блискуче декорований італійським зодчим Доменіко Мерліні. Дубно, населення якого тоді становило трохи більше 6 тисяч ос., щорічно (протягом двох десятиліть) приймало до 30 тисяч гостей. У замку влаштовувались пишні бенкети, лицарські турніри, феєрверки. Тут ставив свої п'єси знаменитий польський драматург Войцех Богуславський, виступала римська опера. Азартні ігри в замку часто поглинали весь обіг торгового дня. Під час контрактів Дубно тричі (у 1781 році) відвідав польський король Станіслав Август, де йому влаштували полювання на ведмедя.

### У складі Російської імперії
За 3-м поділом Речі Посполитої (1795) Дубно відійшло до Російської імперії

#### Перша світова війна
Напередодні Першої світової війни в Дубно та околицях дислокувалися 41-й піхотний Селінговий полк. Управління та 1-й дивізіон 11 артилерійської бригади(три батареї), штаб 11-ї кавалерійської дивізії, 11 уланський Чугуївський полк, 11-й кінно-артилерійський дивізіон (дві батареї), управління повітового військового начальника. В передмісті Сурмичі харчовий склад. У форті в Тараканові знаходився Дубенський дисциплінарний батальйон.

### Українська Народна Республіка
В 1917 році Дубенщина входить до складу Української Народної Республіки, З 1918 по 1921 рік — на Волині, у тому числі на Дубенщині, кілька разів змінюється влада

### У складі Польської республіки
18 березня 1921 року після підписання Ризького договору Дубно увійшло до складу Польської республіки. Влітку 1921 року в Дубно прибув 43-піхотний полк (без одного батальйону). Навесні 1922 року 2-й кінно-артилерійський дивізіон. Станом на 1930 рік в м. Дубно проживало 9146 мешканців. В Дубно знаходились міський магістрат, міський суд, повітове староство, повітова команда Польської державної поліції, фінансово-податкове управління, повітова земська управа, карно-слідча в'язниця, окружна шкільна інспекція.
В середині вересня 1939 року біля с. Плоска на польовому аеродромі базується 53 ескадрилья спостереження польських Військово-повітряних сил.

### Радянська доба
З вересня 1939 року Західна Україна тимчасово перебуває у складі СРСР. Після нападу гітлерівської Німеччини на Польщу 1 вересня 1939 року і початку Другої світової війни польський уряд через два тижні утік за кордон, віддавши наказ польському війську не чинити спротив Червоній Армії. 18 вересня 1939 року в 8-00 36-та танкова бригада під командуванням М.Богомолова увійшла у Дубно, були роззброєні частини 18-ї і 26-ї польських піхотних дивізій, взяті в полон 6000 солдатів, 500 офіцерів, трофеями стали 12 гармат, 70 кулеметів, 3000 гвинтівок, 50 автомашин та 6 ешелонів з озброєнням. В Дубно було створено комуністичні партійні та радянські державні органи.
До 22 червня 1941 року в Дубно дислокувались 46 винищувальний авіаційний полк 14 авіаційної дивізії КОВО, 254 авіаційна база 14 авіаційної дивізії КОВО, 288 ОБС 27 СК, 66 авіаційний полк, 1013 головний авіаційний склад, 330 ГАП РГК 5-ї армії, 396 стрілецький полк по вул. 17 вересня, 58, (нині вул. Сурмичі, 58, де дислокується в/ч А1519), 21 Червонознаменний корпусний артилерійський полк.

#### Дубно в роки Другої світової війни
Під час відступу з Дубна були розстріляні в'язні в місцевій в'язниці № 2. За повідомленням тогочасної піднімецької української преси, у Дубні було закатовано більшовиками 1500 осіб. 25 червня 1941 року Дубно зайняли частини німецької армії.
У червні 1941 року біля Дубна відбулась одна з найбільших танкових битв Великої Вітчизняної війни і взагалі у історії (Битва під Дубном). Маючи більш ніж трикратну перевагу в танках, живій силі і техніці на цьому напрямку, радянські війська отримали наказ контрнаступу на Люблін. Біля Дубна вели бої 8-й механізований корпус, 43 танкова дивізія, 68 танковий полк 34 танкової дивізії, 85 танковий полк, 215 моторизована стрілецька дивізія 22 механізованого корпусу 5-ї армії, 41 окремий винищувальний протитанковий дивізіон, військова частина 1746. 24 танковий полк 12 танкової дивізії 8-го механізованого корпусу
Наприкінці дня 24 червня на рівненському напрямку на стику 5-ї та 6-ї армій утворився 50-кілометровий розрив, у який ринулись з'єднання 1-ї німецької танкової групи генерала Е. Кляйста (799 танків). Утворилась загроза глибокого прориву гітлерівських військ і охоплення ними з півночі основних сил Південно-Західного фронту. Для ліквідації цієї загрози і розгрому ударного угруповання ворога у період 26-29 червня було завдано контрудару силами 8,9,15 та 19 мехкорпусів по флангах німецьких військ, що проривались. До 700 бойових машин атакували з півдня ті близько 300 — з півночі. Контрудар розпочався 26 червня і вилився у зустрічну танкову битву з частинами 1-ї танкової групи ворога. 
26 червня у Дубно з боями увірвалась 34-та танкова дивізія полковника І. В. Васильєва з 8-го мехкорпусу, німці відступили з міста на схід. Але прорив ворога не вдалось ліквідувати. 
Незважаючи на суттєву перевагу, радянським військам не вдалося успішно завершити операцію, у першу чергу через відсутність чітко налагодженого зв'язку як між мехкорпусами, так і між ними та штабами. Не було координації танків, піхоти та артилерії. Хоча німецькі дивізії зазнали дуже значних втрат, загалом битва обернулась колосальною катастрофою для радянських військ, втратою більшості з більш ніж 3000 танків та іншої техніки, більшості особового складу. До 1 липня 1941р. мехкорпуси Південно-Західного фронту були практично  знищені. 22-й корпус зберіг близько 10% танків, 8-й та 15-й – до 15%, 9-й та 19-й – близько 30%. Лише  4-й  мехкорпус  А.А.Власова, зі 271 складу якого в операції брала участь тільки 8-а танкова дивізія, зумів відійти, зберігши близько 40 % танків.. Загалом вперті, але безладні атаки мехкорпусів РСЧА затримали  німців на тиждень, змусили перекинути частину сил із напрямку головного удару і завдали німцям досить відчутних матеріальних втрат у танках (більше 50%).
Під час німецької окупації у Дубенському замку дислокувалися угорські частини. На території хмелярні був табір військовополонених. З 1941 по 1943 рік там перебувало 3300 чоловік, багато з яких померло від хвороб, голоду, холоду. Частина (близько 50%) зазнала фізичного знищення. Євреїв у містечку почали знищувати з перших днів окупації. Так, вже 1941 року їх було знищено понад тисячу. Гетто в Дубно було створено 4 квітня 1942 року, і вже 27 травня 1942 року близько 3800 євреїв було вбито на околиці міста. Влітку того ж року євреї, що залишилися в місті, організували групу опору, але акції зі знищення євреїв тривали, і 24 жовтня 1942 року були знищені останні в'язні гетто.
26 лютого 1943 року боївка ОУН-Б під командуванням "Орлика" (Олексій Дивак) нaпaлa нa тюpмy в місті Дубно. Булo звiльненo 60 в'язнів і вбитo 2 охоронців.
17 березня 1944 — Дубно захоплено частинами Червоної армії. Під час боїв проти німецьких окупантів загинуло понад 1400 військових. Більшість з них поховано на військовому кладовищі в Дубно.

### Незалежність України
Влітку 1991 року було започатковано Всеукраїнський фестиваль рок-поп музики «Тарас Бульба». Фестиваль спрямований на розвиток і популяризацію вітчизняної  музики. На фестиваль приїздили учасники та гості з Австрії, Росії, Словачини, Німеччини, Бельгії, Канади, Польщі, Франції, Молдови, Білорусі. На фестивалі народжуються нові зірки поп та рок музики.
2000-ний рік для міста став ювілейним. Дубно відзначало 900 років. Було започатковано  найвищу нагороду в нашому місті « Кришталевий жолудь».
Рішенням Дубенської міської ради від 18 квітня  2003 року за № 351 було затверджено Статут територіальної громади міста Дубна. Цей статут відповідно до Конституції і законів України, закріплює систему місцевого самоврядування міста Дубна, функції і повноваження органів та посадових осіб місцевого самоврядування міста Дубна, статус органів самоорганізації населення.
|                                            |  |  |
| Ювілейна монета НБУ присвячена місту Дубно |  |  |

У 2004 році одержимі перемогою правди дубенчани підтримали помаранчеву революцію. На майдані Незалежності  відбувалися мітинги. Міська рада Дубна теж підтримала  народне волевиявлення. Численну делегацію від Дубна очолював  міський голова Віталій Никитюк. На захист Конституції стала також студентська молодь.
В місті проводяться пленери художників. Міжнародний фестиваль дитячого фольклору «Котилася торба», фотовиставки художників, нагороджених стрічкою досконалості Міжнародної асоціації фотомистецтва FIAP. Відомі художники нашого краю Анатолій Казмірук, Ю. Рябов, Є. Кудіна створили Дубенську Спілку художників, головою якої обрано відомого митця  викладача школи мистецтв Миколу Василенка. В міських клубних установах працює 15 клубних формувань, з них 4 носить звання «Зразковий», « Народний». Відомі в місті Народний хор ветеранів Великої Вітчизняної війни та Збройних сил України, народний аматорський хор, Зразковий дитячий танцювальний колектив "Пролісок" . Існує в місті муніципальний духовий оркестр  під керівництвом викладача відділу духових інструментів Дубенського училища культури П. Штихалюка. Концертно-розважальна програма народного аматорського колективу налічує майже 50 назв, з якими виступають щонеділі в міському   парку, під час загальноміських свят, в області, за кордоном. Дубно має сім танцювальних колективів: «Калинонька», «Надія», «Непосиди», «Україночка», «Надія», «Сюрприз», «Карамельки». У місті проводиться свято Матері, свято національних меншин, свято духовної музики, велике дитяче свято «У вирі танцю», у якому бере участь понад 500 учасників. Гордиться наше місто славними спортсменами — веслувальниками . Неодноразовий чемпіон України, призер Чемпіонату Європи серед молоді, призер Чемпіонату світу 2007 року в м. Дуйзбурзі Петро Крук став членом збірної команди України виступав за олімпійську збірну України в Китаї. О. Максимчук теж неодноразовий  чемпіон України, призер Чемпіонату серед молоді, член збірної команди України з веслування на байдарках і каное. Виховав спортсменів тренер — А. Максимчук.

### Історія міста в датах
- 1100 — перша літописна згадка про місто, яка стосується події, коли під Києвом відбувся з'їзд руських князів, на якому Давид Ігоревич отримав Дубен, Острог, Чорторийськ і Буськ.
- 1149 — Дубно згадується у зв'язку з перебуванням на Волині князя Юрія Долгорукого.
- 1240 — Дубно руйнують і спалюють монголо-татари, після чого воно перетворюється на невеличке поселення.
- 1386 — на основі грамоти Ягайла Дубно належить князю Ф. Острозькому, від цього часу містом володіють князі Острозькі.
- 1492 — зведені мури замку, будівництво якого пов'язане з іменами західноєвропейських архітекторів, зокрема, відомого зодчого Доменіка Мерліні.
- 1498 — місто отримує привілей на самоврядування за магдебурзьким правом, проведення щотижневих торгів та щорічних ярмарків.
- 1539–1566 — створене рукописне Четвероєвангеліє ієромонаха Арсенія; в Дубні засновано ткацький, шевський та ковальський цехи.
- 1625–1639 — Спаський монастир очолює Касіян Сакович, автор відомих літературних творів, прихильник унії.
- 1633 — у Дубні спалахує антиуніатське повстання.
- 1648 — повстанські загони Максима Кривоноса оволодівають Дубном
- кінець XVI—перша половина XVII століття — події цього періоду в Дубні і його околицях були відображені М. В. Гоголем у повісті «Тарас Бульба».
- 1706 — Дубно займають війська шведського короля Карла XII.
- 1707 — до міста прибуває Петро I; він був здивований міццю тутешніх фортифікацій.
- 1753 — князь Януш Сангушко дарує Дубно та містечко Птичу (та ще 70 сіл) князю Станіславу Любомирському з обов'язком тримати в Дубенському замку 270 піших людей для військових потреб та оборони фортеці.
- 1772 — після того, як важливий торговельний центр Львів відійшов від Польщі під владу Габсбургів, у Дубні почали проводити великий контрактовий ярмарок, який тривав протягом місяця.
- 1780 — у місті живе польський театральний діяч Войцех Богуславський, який здійснює тут постановку кількох п'єс.
- 1795 — указом Катерини II Дубно визначено повітовим містом Волинської губернії.
- 1797 — «Дубенські контракти» перенесені до Новограда-Волинського, а згодом до Києва, де вони поклали початок знаменитим «Контрактам» на Подолі.
- 1805 — півроку в місті прожив російський полководець Михайло Кутузов.
- 1809 — архітектор Іттар Генрік Гіацинт Сальватор переїжджає до Дубна.
- початок XIX століття — Діонісій Міклер, знаменитий ірландський садівник, закладає парк в дубенському урочищі Палестина.
- 1844 — згорає центр міста.
- 1855 — у місті діють два училища.
- 1867 — в околицях Дубна Микола Лисенко збирає матеріали для опери «Тарас Бульба»
- 1873 — відкрито залізничну колію Здолбунів—Радивилів.
- кінець XIX століття — остання власниця Дубенського замку княгиня Єлизавета Борятинська продає його державній скарбниці. Замок переходить до військового відомства.
- 1890 — Олександр III прибуває на відкриття Тараканівського форту.
- 1905 — відкрито приватне жіноче училище.
- 1909 — відкрито чоловічу гімназію.
- 1914 — в Дубні тимчасово дислокується батальйон російського 41-го Селенгінського піхотного полку; колишню бальну залу палацу князів Любомирских перетворюють на полкову церкву. Неподалік Дубна Ярослав Гашек переходить з австрійської армії на бік російських військ.
- травень 1916 — російські війська генерала І. І. Федотова ведуть важкі бої на річці Ікві з 1-м австро-угорським корпусом.
- 25 травня (7 червня) 1916 — російські війська форсують Ікву біля Дорогостая і Торговиці, проривають фронт 1-ї австро-угорської армії на Дубенському напрямку.
- 28 травня (10 червня) 1916 — війська Федотова беруть Дубно.
- 1917 — після революції у Російської імперії Дубенщина входить до складу Української Народної Республіки.
- 1918–1921 — на Волині, у тому числі на Дубенщині, кілька разів змінюється влада.
- 18 березня 1921 — після підписання Ризького договору Дубенщина входить до складу Польської держави.
- 1921 — поляки забороняють українську мову в державних установах і школах.
- 31 жовтня 1933 р. — розпорядженням міністра внутрішніх справ територія міста Дубно розширена шляхом вилучення з сільської ґміни Дубно Дубенського повіту і включенням до міста сіл Сурмичі, Забрам'я, Знесіння, Цегельня, Підбірці, частини села Вигнанка, заплави Страклівщина і урочища Пасіка від села Страклів, парку Палестина, Дубенського ставу і земель католицького монастиря Сестер Божого Провидіння[18].
- 17 вересня 1939 — Волинь входить до складу СРСР.
- 18 вересня 1939 — в Дубно увійшли війська Червоної Армії.
- 23—27 червня 1941 — танкова битва під Дубном. Хоча німці мали до 800 танків, а радянські війська — 3356[19], внаслідок відсутності зв'язку між частинами, неврахування моторесурсів машин, нескоординовані дії танків, піхоти і артилерії, радянські війська під Дубно зазнали нищівної поразки при більш ніж трикратній перевазі в техніці і живій силі. Член Військової ради Південно-Західного фронту комісар М. М. Вашугін після битви застрелився.
- 1941 — під час німецької окупації в Дубенському замку дислокуються угорські частини
- 1941–1944 — німецька окупація Дубна; Тисячі жителів дубенщини були вбиті, вивезені на примусові роботи до Третього Рейху, сотні будинків спалені. Дубенщина стає районом, де активно розгортається повстанський рух проти німецьких окупантів. Уже в січні 1943 року на Дубенщині активно діють українські повстанські загони Крука і Хріна. Вся територія району контролюється силами УПА.
- 1943 — відділ УПА командира Білого розбив міську в'язницю і визволив усіх в'язнів.
- 17 березня 1944 — Дубно звільнено частинами Радянської армії.
- 1944–1986 — в Дубенському замку розміщуються органи радянської влади, а пізніше військова частина.
- 1977 — Дубно отримало статус міста обласного підпорядкування.
- 1991 — вперше проведено музичний фестиваль «Тарас Бульба»
- 1993 — Постановою Кабінету Міністрів України створено Державний історико-культурний заповідник м. Дубно, який об'єднує кілька десятків пам'яток минувшини.
- 2000 — на загальнодержавному рівні відзначено 900-річчя Дубна.
- 26 березня 2022 року внаслідок ракетного обстрілу в ході Російського вторгнення в Україну було зруйновано нафтобазу.  [Архівовано 29 березня 2022 у Wayback Machine.]

## Населення
Розподіл населення за віком та статтю (2001):
| Стать | Всього | До 15 років | 15-24 | 25-44 | 45-64 | 65-85 | Понад 85 |
| --- | ------ | ----------- | ----- | ----- | ----- | ----- | -------- |
| Чоловіки | 17 883 | 3605        | 3123  | 5396  | 4006  | 1693  | 60       |
| Жінки | 20 819 | 3341        | 3445  | 5886  | 4910  | 3053  | 184      |
| \| Статево-вікова піраміда \| Статево-вікова піраміда \| Статево-вікова піраміда \| \| ----------------------- \| ----------------------- \| ----------------------- \| \| Чоловіки \| Вік \| Жінки \| \| 60 \| 85 + \| 184 \| \| 117 \| 80-84 \| 316 \| \| 300 \| 75-79 \| 737 \| \| 586 \| 70-74 \| 949 \| \| 690 \| 65-69 \| 1051 \| \| 839 \| 60-64 \| 1117 \| \| 688 \| 55-59 \| 907 \| \| 1184 \| 50-54 \| 1390 \| \| 1295 \| 45-49 \| 1496 \| \| 1523 \| 40-44 \| 1778 \| \| 1277 \| 35-39 \| 1426 \| \| 1293 \| 30-34 \| 1325 \| \| 1303 \| 25-29 \| 1357 \| \| 1269 \| 20-24 \| 1342 \| \| 1854 \| 15-20 \| 2103 \| \| 1494 \| 10-14 \| 1353 \| \| 1199 \| 5-9 \| 1108 \| \| 912 \| 0-4 \| 880 \| |        |             |       |       |       |       |          |
| Статево-вікова піраміда |        |             |       |       |       |       |          |
| Чоловіки | Вік    | Жінки       |       |       |       |       |          |
| 60 | 85 +   | 184         |       |       |       |       |          |
| 117 | 80-84  | 316         |       |       |       |       |          |
| 300 | 75-79  | 737         |       |       |       |       |          |
| 586 | 70-74  | 949         |       |       |       |       |          |
| 690 | 65-69  | 1051        |       |       |       |       |          |
| 839 | 60-64  | 1117        |       |       |       |       |          |
| 688 | 55-59  | 907         |       |       |       |       |          |
| 1184 | 50-54  | 1390        |       |       |       |       |          |
| 1295 | 45-49  | 1496        |       |       |       |       |          |
| 1523 | 40-44  | 1778        |       |       |       |       |          |
| 1277 | 35-39  | 1426        |       |       |       |       |          |
| 1293 | 30-34  | 1325        |       |       |       |       |          |
| 1303 | 25-29  | 1357        |       |       |       |       |          |
| 1269 | 20-24  | 1342        |       |       |       |       |          |
| 1854 | 15-20  | 2103        |       |       |       |       |          |
| 1494 | 10-14  | 1353        |       |       |       |       |          |
| 1199 | 5-9    | 1108        |       |       |       |       |          |
| 912 | 0-4    | 880         |       |       |       |       |          |

Населення міста становить 38 037 мешканців (станом на 01.01.2011 р.). Станом на 2017 рік щоденно народжується та помирає 1-2 людини. Щоденно штучно переривається 1-2 вагітності. Навесні та влітку щоденно одружуються 1-2 пари, 1 пара розлучається, взимку щоденно одружується 1 пара, 1 пара розлучається.

### Національний склад
Розподіл населення за національністю за даними перепису 2001 року:
| Національність  | Відсоток |
| --------------- | -------- |
| українці        | 95,15%   |
| росіяни         | 3,59%    |
| білоруси        | 0,33%    |
| цигани          | 0,20%    |
| поляки          | 0,18%    |
| чехи            | 0,12%    |
| вірмени         | 0,10%    |
| інші/не вказали | 0,33%    |

### Мовний склад
Розподіл населення за рідною мовою за даними перепису 2001 року:
| Мова            | Кількість | Відсоток |
| --------------- | --------- | -------- |
| українська      | 37217     | 96.15%   |
| російська       | 1294      | 3.34%    |
| циганська       | 61        | 0.16%    |
| білоруська      | 44        | 0.11%    |
| вірменська      | 23        | 0.06%    |
| румунська       | 13        | 0.03%    |
| польська        | 13        | 0.03%    |
| угорська        | 12        | 0.03%    |
| інші/не вказали | 30        | 0.09%    |
| Усього          | 38707     | 100%     |

### Єврейська громада
Євреї в Дубні з'явилися на початку сімнадцятого століття. У 1650 році там було 47 євреїв і 141 християн що сплачували податки. За даними перепису 1897 року в місті проживало 5608 євреїв (з 13785 жителів). В місті був єврейський шпиталь, однак жодних єврейських навчальних закладів, за винятком кількох хедерів не було.
Загалом економічне становище дубенських євреїв у 1920-30-х роках було непоганим, але з-поміж представників різних професій були як непомірно багаті, так і бідняки, і навіть злидарі, які становили більшість. Саме ця більшість на початку 1930-х років почала масово виїжджати до Палестини, а пізніше — до Ізраїлю. В Дубні існував комітет, який займався купівлею земель у Палестині. Цей комітет очолював Ліпін. На нових землях були потрібні люди з навичками робітничих і хліборобських професій, і охочі оволодівали ними на практиці тут, у Дубні, на «Палестині», на землях графині Шувалової, у механічних майстернях тощо Отримавши відповідну довідку, євреї лишали Дубно і їхали в невідомість, яка лякала труднощами, але давала право на життя.
У 25 червня 1941 року Дубно зайняли частини німецької армії. На початку війни частина єврейського населення встигла евакуюватися на схід СРСР. Німці брали з євреїв великі побори грошима, виробами із золота та срібла. Восени-взимку 1941 року більш як тисячі євреїв було знищено. 27 травня 1942 року на околиці міста було знищено близько 3800 євреїв. 4 квітня 1942 року в Дубно було створено гетто в якому влітку 1942 року створена група опору, але до 24 жовтня 1942 року всі жителі гетто були знищені.
Частина євреїв повернулося після визволення міста, які згодом майже всі емігрували в США, Ізраїль тощо.
У 2000 році в Дубно проживало близько 20 сімей євреїв, існує юдейська релігійна громада, якою керує Пилип Лук'янович Кручок
У Дубно на єврейському кладовищі похований цадик Йосип Йоске, автор «Ієсод Іосеф» (The book Yesod Yosef, by Kabbalist Rabbi Yosef, Rabbi of Dubno. Zhitomir, 1867. Published by Rabbi Avraham Shalom Shadov.) — одного з популярних релігійних творів XVIII ст. Місце могили відоме і пам'ятник відновлений. Саме кладовище потребує догляду, відсутня огорожа, є сміття, рідко викошується трава.

### Правосуддятазлочинність
Станом на 2017 рік щоденно обліковується 1-2 кримінальні правопорушення. Про таку ж кількість правопорушень в поліцію не повідомляється. Тяжких та особливо тяжких кримінальних проявів обліковується в поліції щотижнево — 3-4. Щотижнево поліцією виявляються 2 особи, які вчинили злочини.
Для міста показові такі кримінальні правопорушення, як крадіжки, нанесення тілесних ушкоджень, крадіжки працівників на виробництві, хабарництво в державних установах, освіті та медицині, незаконний обіг наркотиків, крадіжки велосипедів, інтернет шахрайство, ДТП, кермування автівками в нетверезому стані, корупція державних посадовців в земельних та майнових питаннях.

## Економіка
З року в рік іде спад виробництва, відрахування з місцевих підприємств в міський бюджет на соціальні виплати та програми зменшуються. Місто живе останні два десятки років за рахунок обласного і державного бюджетів, власні надходження становить 25-30 відсотків. Незважаючи на те, що місто потребує мільйонні інвестиції для розвитку економіки, побудови підприємств, значної території для цього в місті немає. Створення підприємств в межах міста погіршить екологічну ситуацію. Єдиний вихід — створення промислових зон в Дубенському районі, для цього необхідно провести зміну призначення земель, які майже всі в Дубенському районі — сільськогосподарського призначення.
Базовими галузями є молочна (сиркомбінат в м. Дубно, та завод в с. Злинці), кондитерська («Аметист», цех Рівненського кондитерського підприємства) скляна («Склоресурс»), гумово-технічні вироби, та елеватор, ряд дрібних цехів. Вагомими є сподівання, що місцеві підприємці активніше самі почнуть інвестувати в економіку міста.

### Бюджет міста
| Рік  | Всього, у гривнях | В доларах  | В тому числі власні надходження, у гривнях | В доларах |
| ---- | ----------------- | ---------- | ------------------------------------------ | --------- |
| 2019 | 361 420 536       | 14 008 548 |                                            |           |
| 2018 | 394 598 885       | 14 092 817 | 116 676 000                                | 4 167 000 |
| 2017 | 375 529 000       | 13 908 481 | 118 352 000                                | 4 383 407 |
| 2016 | 284 744 000       | 11 389 760 | 88 374 000                                 | 3 534 960 |
| 2015 | 201 197 000       | 8 047 880  | 55 649 000                                 | 2 225 960 |
| 2014 | 151 597 403       | 11 661 338 | 49 500 000                                 | 3 807 692 |
| 2013 | 133 886 084       | 16 327 571 | 44 500 000                                 | 5 426 829 |

### Власні надходження міста
| Рік  | Всього, у гривнях | В доларах | ПДФО, у гривнях | Плата за землю, у гривнях | Єдиний податок СПД, у гривнях | Акциз, у гривнях |
| ---- | ----------------- | --------- | --------------- | ------------------------- | ----------------------------- | ---------------- |
| 2016 | 88 374 000        | 3 534 960 | 44 862 000      | 13 217 000                | 11 872 000                    | 8 340 000        |
| 2015 | 55 649 000        | 2 225 960 | 27 600 000      | 5 800 000                 | 7 809 000                     | 5 500 000        |

### Власні надходження міста у 2016 році, у гривнях
| Всього                                                                       | 88 374 000 |
| З них:                                                                       |            |
| ПДФО                                                                         | 44 862 000 |
| Плата за землю                                                               | 13 217 000 |
| Єдиний податок СПД                                                           | 11 872 000 |
| Акциз                                                                        | 8 340 000  |
| Власних надходжень бюджетних установ, послуг тощо                            | 4 415 700  |
| Плата, за надання адміністративних послуг                                    | 2 066 500  |
| Орендна плата                                                                | 983 000    |
| Продаж землі                                                                 | 702 400    |
| Державне мито                                                                | 585 000    |
| Податок на майно                                                             | 486 200    |
| Надходження коштів пойової участі у розвитку інфраструктури                  | 289 200    |
| Надходження від детінізації трудових відносин                                | 158 600    |
| Надходження від ліквідації заборгованості зі сплати податків                 | 171 100    |
| Надходження від інших заходів                                                | 92 300     |
| Транспортний податок                                                         | 93 700     |
| Продаж комунальної власності                                                 | 72 500     |
| Кошти за шкоду, заподіяну навколишньому середовищу                           | 68 000     |
| Відшкодування втрат сільськогосподарського та лісогосподарського виробництва | 31 100     |
| Податок, на прибуток комунальних підприємств                                 | 35 000     |
| Адміністративні штрафи                                                       | 7 400      |

#### Трудові ресурси
Станом на 1 січня 2019 року в Дубно проживало 37600 осіб. Кількість працездатного населення — 21 600 осіб. В 2014 році в місті офіційно працювало 6 672 осіб, платників податку на доходи фізичних осіб в бюджет міста Дубно. 15728 осіб з осіб працездатного віку знаходяться на обліку в центрі зайнятості (776 осіб), отримують соціальні допомоги по догляду за дітьми, працюють без працевлаштування, працюють за кордоном України чи емігрували Не проводиться моніторинг наявності кількості трудових ресурсів, їхнього віку та кваліфікації.

### Енергетика

#### Електроенергетика
Місто не виробляє електроенергії. В місті знаходиться лише постачальна організація електрики Дубенський РЕМ ПАТ «Рівнеобленерго». Недостатньо розвинена мережа підстанцій для підключення нових потужних підприємств. Не зважаючи на заміну електроопор та кабелів, якість напруги в мережі, через застаріле обладнання і періодичні перепади в містян та в установах виходить з ладу електроприлади.
Відстань від Дубно до Рівненської АЕС — 110 км. До Хмельницької АЕС — 70 км.

#### Газопостачання
В місті знаходиться газопостачальна організація Дубенське управління по експлуатації газового господарства ПАТ «Рівнегаз».

#### Виробництво теплової енергії
Для обігріву будинків та установ в місті працюють котельні комунального підприємства «Дубнокомуненергія». Котельні працюють на газі, відходах деревообробки, торфі. Великі втрати через зношеність мереж. Місто переходить на індивідуальне опалення.

#### Відновлювана енергетика
Планується встановити вздовж об'їздної дороги вітрогенератори.

### Промисловість

#### Машинобудування та металообробка
- ТзОВ "Ливарно-механічний завод «Ісполін» — виробництво чавунного лиття за кресленнями замовника. Виготовлення камінів, чавунних люків, водозливних решіток, пічне литво, ковери газові, обладнання для каналізації тощо. Адреса: м. Дубно, вул. Грушевського, 134. Кількість працівників: понад 50[3][43]
- В місті є декілька цехів приватних підприємців, які займаються виготовленням кованих виробів.
- ТзОВ "Заготівельне виробничо-збутове підприємство «Дубнотех» надає послуги з установлення та монтажу машин і устаткування промислового призначення.[44]

#### Хімічна промиловість
ПАТ «Дубенський завод ГТВ» — виробництво гумових та гумовотехнічніх виробів. м. Дубно, вул. Млинівська, 59, 0(3656)32798

#### Лісозаготівля та деревообробка
ПрАТ «Дубнобудматеріали» — просочування деревини, залізобетонні вироби. м. Дубно, вул. Залізнична, 4, 0(3656)46200

#### Виробництво іншої неметалевої мінеральної продукції
- ТОВ «Гюалос» — оптова торгівля листовим склом, міжнародні вантажні перевезення, вантажний автосервіс, м. Дубно, вул. Семидубська, 103а
- ТзОВ «Склоресурс» — сучасне виробництво по обробці скла. м. Дубно, вул. Семидубська, 105, (044)36 00 335[3]

#### Текстильна промисловість
- ТзОВ «Веснянка-Д» — виробництво з трикотажних тканин. м. Дубно, вул. Грушевського, 110а, 0(3656)44492,
- ДП «Орнамент» — виробництво трикотажних виробів. м. Дубно, вул. Замкова, 51,0(3656)43557,

#### Виробництво будівельних матеріалів
- ТзОВ «ДБК БУД» — виробництво цегли, черепиці та інших будівельних виробів із випаленої глини.

#### Швейна промисловість
- ТОВ «Гера» — пошиття та продаж спортивного одягу. Адреса:35600, Рівненська обл., м. Дубно, вул. Данила Галицького, 53
- В місті пошиттям і ремонтом одягу займаються дрібні приватні майстерні.

#### Харчова промисловість
- ПАТ «Дубномолоко» — виробництво молочної продукції, сирів. м. Дубно, вул. Грушевського, 117а, 0(3656)30002[3]
- ТзОВ "Компанія «Зевс ЛТД» — виробництво м'ясних напівфабрикатів, м'ясних субпродуктів, ковбас і копченостей. м. Дубно, вул. К.Савури, 6, 0(3656)34112[3]
- ПП «Дубенський консервний завод» — виробництво консервів). м. Дубно, вул. Мирогощанська, 64, 0(3656)45899, 45999[3]
- ПП «Аметист плюс» — виробництво кондитерських виробів, цукерок. Експортує продукцію в країни Європейського Союзу. м. Дубно, вул. Семидубська, 85, 0(3656)45748[3]
- ТзОВ "ДН «Класик» — виробництво кондитерських виробів, цукерок. Експортує продукцію в країни Європейського Союзу. м. Дубно, вул. Семидубська, 89, 091-3273808[3]
- ТОВ «Магур» (Дубенський завод продтоварів) — виробництво кондитерських виробів. м. Дубно, вул. Шашкевича, 7

#### Складське господарство
- ПАТ «Західний торгово-промисловий дім» (цукровий завод) — зберігання зерна. Має у власності зерносховище ємністю 50 тис. т, вузли перевантаження на залізничний та автомобільний транспорт. Адреса: м. Дубно, пров. Проїзний, 1[45]
- Філія ПАТ «Державна продовольчо-зернова корпорація України» «Дубенський комбінат хлібопродуктів» — зберігання зерна. Адреса: м. Дубно вул. Залізнична, 50[45]
- ТзОВ "СП «Нива»

#### Меблева промисловість
На території колишньої Меблевої фабрики (м. Дубно, вул. Морозенка 31) працює цех по виготовленню меблів.

#### Поліграфія
КП «Дубенська друкарня» — друк газет, буклетів, бланків. м. Дубно, вул. Лисенка, 21

### Будівництво
Послуги в галузі будівництва надають організації: ТзОВ «Будівельник», КП «Будінвестсервіс», СПМК-7, ТзОВ «Валма», ТзОВ «ВІД», КП «Дубнорембуд», ТзОВ «Сантехсервіс», ПП «Феміда», МПП «Теренок». Виробництвом будівельних матеріалів займаються: ВАТ «Дубнобудматеріали», МПП «Теренок», МПП «Терен», КП «Дубнорембуд», КП «Будінвестсервіс»
Станом на 1 січня 2016 року будівельну діяльність в місті здійснює ТзОВ «Злангогруп». Побудований 9-ти поверховий будинок по вулиці Грушевського 54а. Будується 9-ти поверховий будинок по вулиці Шептицького. Відсутнє державне капітальне будівництво.

### Торгівля
На території міста функціонує 3 ринки
В місті розвинута гуртова і роздрібна торгівля. Промислова та продуктова торгівля. В промисловій торгівлі популярні продаж будівельних матеріалів, цементу, металопластикових дверей та вікон, автозапчастин, палива, медикаментів.
Мережа підприємств торгівлі та ресторанного господарства складається з продовольчих, непродовольчих магазинів, з одночасною реалізацією продовольчих та непродовольчих товарів, об'єкти ресторанного господарств, кафе, кафетерії, бари, ресторани, їдальні.

### Банківська діяльність
Станом на 25 квітня 2024 року в місті працюють філії таких банків:
- Ідея Банк
- Ощадбанк
- ПриватБанк
- Укргазбанк
- УкрСиббанк
- Обмінні пункти
- Кредитні спілки

Економіку гальмують непередбачувана грошова політика Уряду, НБУ та великі відсоткові ставки кредитів у гривні.

### Страхування
У місті діють страхова група «ТАС», національна акціонерна страхова компанія «Оранта», «Українська пожежно-страхова компанія», «Провідна».

### Туристична діяльність
Місто відвідують щорічно 150 000 туристів. Переважна кількість відвідує Дубенський історико-культурний заповідник, костел, Свято-Миколаївську церкву. Дубенський історико-культурний заповідник є власністю обласної ради. Доходи від відвідування Дубенського історико-культурний заповідника ідуть в обласну раду. Термін перебування в місті обмежується одним днем через недостатню кількість готелів, розважальних та відпочинкових закладів. В Дубенському історико-культурний заповіднику велика кількість історико-культурних експонатів, документів.
Перспективним є медичний туризм, зокрема стоматологічні кабінети міста постійно відвідують гості з Європи та США.

### Готелі та заклади харчування
- Готельно-ресторанний комплекс «Едем», вул. Стара, 2
- Готельно-ресторанний комплекс «Антік хаус», вул. Замкова, 17
- Кафе «Іква», вул. Д.Галицького, 6
- Кафе «Гранд», вул. Д.Нечая, 1
- Кафе «Перлина», вул. Забрама, 25а

- Ресторан "NYSP",вул. Данила Галицького, 18
- Кафе "Ліра",вул.Млинівська ,1

### Транспорт

Залізничний вокзал

Автовокзал

Міський автобус (1957 р.). Рейс «Консервна фабрика — Забрама»

Місто має хороше географічне розташування, через нього проходять автошляхи європейського значення (E40 і E85) та залізниця (ділянка Львів-Здолбунів-Рівне (двоколійна), що відноситься до Львівської залізниці). Зі 150 км доріг, які в межах міста, лише 50 — з асфальтовим покриттям, решта — з бруківкою або ґрунтові. Щорічно здійснюється ямковий ремонт асфальтних доріг. Стан тротуарів поганий. Міст в центрі міста аварійний. Назви зупинок в місті не відповідають сучасній дійсності.
Пасажирські перевезення щоденно здійснюються 31 маршрутним таксі на 31 маршруті:
- 1/1 — Цукровий завод — Райлікарня
- 1/2 — Цукровий завод — Райлікарня ч/з суш.завод
- 1/3 — Цукровий завод — Райлікарня
- 1/4 — Цукровий завод — Райлікарня
- 1/5 — Цукровий завод — Райлікарня ч/з Нафтобазу
- 1/6 — Цукровий завод — Райлікарня ч/з АТП 15606
- 1/7 — Цукровий завод — Райлікарня
- 1/8 — Цукровий завод — Райлікарня
- 3/1 — Райлікарня — сушильний завод ч/з АТП-15606
- 3/2 — Райлікарня — сушильний завод ч/з АТП-15606
- 5 — М'ясокомбінат — Онкодиспансер — Берестецька — з-д ГТВ, сушильний завод
- 6/1 — Вул. Миру — Автовокзал-з-д ГТВ
- 6/2 — Вул. Миру — Автовокзал-з-д ГТВ
- 7 — Онкодиспансер — Цукровий з-д
- 9/1 — М'ясокомбінат  — вул. Берестецька
- 9/2 — М'ясокомбінат — вул. Берестецька
- 9а — М'ясокомбінат — Автовокзал ч/з вул. Берестецьку, з-д ГТВ
- 10/7 — Залізничний вокзал — Автовокзал ч/з Онкодиспансер, з-д ГТВ
- 11 — Цукровий завод — Автовокзал
- 12 — Автовокзал — Залізничний вокзал ч/з вул. Семидубську
- 13 — Райлікарня — М'ясокомбінат ч/з газове господарство
- 14 — Автовокзал — Залізничний вокзал — Звірогосподарство
- 14а — Автовокзал — Залізничний вокзал — Звірогосподарство — з-д ГТВ
- 15 — Райлікарня — вул. Волицька
- 16 — Автовокзал — Нафтобаза
- 17 — М'ясокомбінат — вул. Вигнанка
- 17а — М'ясокомбінат — Онкодиспансер, ч/з Вигнанку
- 18 — Вул. Пушкіна — Райлікарня ч/з Залізничний вокзал, вул. Морозенка
- 19 — Райлікарня — Залізничний вокзал ч/з вул. Садову
- 20 — Райлікарня — вул. Крип'якевича
- 21 — Райлікарня — вул. Підборецька.[47]

Також в місті є дві фірми (1551-таксі", «219-таксі»), та фізичні особи-підприємці, що здійснюють пасажирські перевезення на таксі (близько 150 машин).

## Природоохоронні об'єкти
Дуб графині Шувалової, Дуб Діонісія Міклера, Дуб пана Василя.

## Охорона здоров'я
- Комунальний заклад «Центр первинної медико-санітарної допомоги» Дубенської міської ради
- Комунальний заклад «Пологовий будинок» Дубенської міської ради
- Комунальний заклад «Дубенська центральна районна лікарня»
- Комунальний заклад «Дубнівський районний центр первинної медичної допомоги» Дубенської районної ради
- Дубенська міська стоматологічна поліклініка
- Вищий комунальний навчальний заклад «Дубенський медичний коледж» Рівненської обласної ради
- Відділ охорони здоров'я Дубенської районної державної адміністрації
- Відділ охорони здоров'я Дубенської міської ради[48]
- Приватна стоматологічна клініка;
- 11 стоматологічних кабінетів;
- 24 аптечних заклади (в тому числі 3 — комунальні);
- Діагностично-лікувальний центр «Інтамед»;
- Діагностичний центр «Піраміда»;
- Дубенський диспансер психосоціальної реабілітації (обласне підпорядкування);
- Дубенська станція екстреної швидкої медичної допомоги (обласне підпорядкування).[49]

## Освіта
- Дошкільна та загальна середня освіта. В Дубно є шість дошкільних навчальних закладів, та дев'ять ліцеїв. Також, у місті є спеціальна загальноосвітня школа-інтернат (для дітей з затримкою розумового розвитку).
- Позашкільна освіта. Мережу закладів позашкільної освіти становлять: дитячо-юнацька спортивна школа, школа мистецтв, будинок дітей та молоді, станція юних техніків, міжшкільний навчально-виробничий комбінат.
- Професійно-технічна освіта. До закладів професійно-технічної освіти в місті належить Дубенський професійний ліцей[50].
- Вища освіта. В місті є три вищих навчальних заклади І-ІІ рівня акредитації (Дубенський коледж Рівненського державного гуманітарного університету[51], Дубенський коледж культури та мистецтв Рівненського державного гуманітарного університету, Дубенський медичний коледж[52]), та один I-IV рівня акредитації (Дубенська філія Відкритого міжнародного університету розвитку людини «Україна»[53]).

## Спорт
З вересня 2017 року працює «Центр дозвілля молоді», на базі якого діє спортивна школа. В місті є басейн. 

## Культура

Фестиваль «Тарас Бульба»

В місті є два будинки культури, районний (на 700 місць) та міський, три бібліотеки (Дубенська міська бібліотека, Дубенська центральна районна бібліотека та Дубенська міська дитяча бібліотека), школа мистецтв. За радянських часів функціонувало кілька кінотеатрів, один з них (кінотеатр «Мир») працював до початку 1990-х рр., потім його приміщення було продане і зараз воно перебуває в аварійному стані.
Щороку в місті проходить низка фестивалів, зокрема:
- фестиваль «Різдвяні піснеспіви» (січень);
- фестиваль «У родинному колі» (травень), на якому можна познайомитись із національними культурами різних народів ;
- фестиваль-конкурс дитячого фольклору «Котилася торба» (травень), огляд фольклорних національних традицій, які демонструють творчі колективи із різних куточків України та зарубіжних країн;
- свято хореографічного мистецтва «У вирі танцю» (червень) приурочене до Дня захисту дітей;
- Всеукраїнський рок-фестиваль «Тарас Бульба» (липень), що об'єднує усі напрямки та стилі рок-музики, існуючі в Україні;
- свято з нагоди Дня міста та церемонія нагородження номінантів громадського рейтингу «Кришталевий жолудь» (25 серпня).[56]

Вже традиційним стало проведення міського чемпіонату КВК серед школярів, фестивалю студентської творчості «Студентська перлина» (листопад) присвяченого Дню студента. Понад 10 років, щороку в місті видається альманах «Зорі народжуються на землі» в якому публікуються творчі доробки школярів та студентів.

## Засоби масової інформації
В місті виходить п'ять щотижневих газет — «Дзеркало плюс» (ПП Горук І. Є., вул. Свободи, 8), «Скриня» (ФОП Ніколайчук В. О.)(обласні тижневики), «Наше дзеркало» (ПП Дехтярчук О.) та «Замок»(Засновник — Дубенська міська рада), «Вісті Дубенщини» (КП "Редакція газети «Вісті Дубенщини» Дубенської районної ради Рівненської області, с. Семидуби, вул. Центральна, 1). Є одна телерадіокомпанія — телерадіокомпанія «Дубно» (ТОВ «Монстера-інвест», вул. Пекарська, 30), яка охоплює Дубенський, Радивилівський, Млинівський, Демидівський райони та частину Рівненського, Здолбунівського, Кременецького районів. Діє інтернет-телебачення «NDTV Дубно» (ПП Дехтярчук О.), а також функціонують «Незалежне інтернет-видання», «Інтерактивна карта міста Дубно», «Інформаційний портал м. Дубно: 03656.com.ua» та інші.
До кінця 2000-х функціонувала радіотрансляційна мережа, яка на даний момент[коли?] частково демонтована.

## Відпочинок
В місті багато кафе та ресторанів:
- Кафе «Іква», вул. Д.Галицького,
- Кафе «Гранд», вул. Д.Нечая,
- Ресторан «Вікторія», вул. М.Грушевського,
- Кафе «Перлина», вул. Забрама, 25а.
- Фітнес центр «VICTORY GYM»
- Фітнес центр «FISIOFIT»

Місто має багато історичних і культурних пам'яток. Переважно туристи і гості міста відвідують Дубенський історико-культурний заповідник, на території якого знаходяться замки князів Острозьких та Любомирських, виставкові зали тощо. Відвідують костел, православні церкви

## Віра
У місті є всі основні течії вірян, що зареєстровані в Україні. Зокрема, громади ПЦУ, Українська православна церква (Московський патріархат), УГКЦ, РКЦ, декілька протестантських церков, 1 культ. Протестанти представлені 5-ма громадами Євангельських християн-баптистів, 1 громада християн віри євангельської (п'ятидесятників), 2 громади харизматів, 1 громада адвентистів. Релігійна організація Свідків Єгови. Загалом у місті налічується 19 культових споруд, які належать різним релігійним течіям. Також у місті є два монастирі ПЦУ: Свято-Варваринський жіночий монастир та Свято-Миколаївський чоловічий монастир.

### Храми Дубна

#### Православ'я
| Назва                                  | Рік спорудження | Розташування           | Фото |
| ПЦУ                                    |                 |                        |      |
| Свято-Іллінський собор                 | 1908            | вул. Д. Галицького, 13 |      |
| Спасо-Преображенська церква            | 1643            | вул. І. Франка, 21б    |      |
| Свято-Миколаївський чоловічий монастир | 1629            | вул. Д. Галицького, 28 |      |
| Свято-Покровський собор                | 1995            | вул. Волицька          |      |
| Собор Різдва Пресвятої Богородиці      | 1665            | вул. Полуботка, 17     |      |
| Свято-Вознесенська церква              | 1850            | вул. Підборці, 92      |      |
| Свято-Варваринський жіночий монастир   | XVII ст.        | вул. Шевченка,51       |      |

| Назва                               | Рік спорудження  | Розташування         | Фото                             |
| Українська православна церква. УПЦ. |                  |                      |                                  |
| Свято-Георгіївський храм            | 1700             | вул. Садова, 10      |                                  |
| Церква Архангела Гавриїла           | XIX ст.          | вул. Грушевського    |                                  |
| Церква Святого Іллі                 | 1996             | вул. Стара           |                                  |
| Свято-Вознесенський храм            | 2010             | вул. Миру 6          |                                  |
| Храм Різдва Пресвятої Богородиці    | 90-ті рр. XX ст. | вул. Кременецька, 25 | Храм Різдва Пресвятої Богородиці |

#### Католицизм
| Назва                              | Рік спорудження | Розташування            | Фото |
| Українська греко-католицька церква |                 |                         |      |
| Церква Вознесіння Господнього      | 2010            | вул. Пушкіна, 1а        |      |
| Римо-Католицька Церква в Україні   |                 |                         |      |
| Костел Святого Яна Непомуки        | 1830            | вул. К. Острозького, 18 |      |

#### Протестантизм
| Назва                                                                       | Рік спорудження | Розташування          | Фото                                          |
| Євангельські християни-баптисти                                             |                 |                       |                                               |
| Молитовний будинок Євангельських-християн (баптистів)                       | 1995            | вул. Грушевського,    |                                               |
| Дубенська Біблійна церква                                                   | 2017            | вул. Сурмичі,         |                                               |
| Молитовний будинок «Віфанія»                                                | 1995            | вул. Венецька,        |                                               |
| Незалежна церква євангельських християн баптистів «Відродження» міста Дубно | 2011            | вул. Конторська, 15   |                                               |
| Молитовний будинок «Нове життя»                                             | 1995            | вул. Городня          | Дім молитви церкви ЄХБ «Нове життя» м. Дубно  |
| Молитовний будинок ради церков                                              | 1995            | вул. Словацького,     |                                               |
| П'ятидесятники                                                              |                 |                       |                                               |
| Молитовний будинок християн віри євангельської(п'ятидесятників)             | 1995            | провул. Страклівський | Дім молитви ХВЄ м. Дубно                      |
| Харизмати                                                                   |                 |                       |                                               |
| Молитовний будинок християн повного євангелія (харизматів)                  | 1995            | вул. Зерова           | Дім молитви церкви повного Євангелія м. Дубно |
| Адвентисти                                                                  |                 |                       |                                               |
| Молитовний будинок християн сьомого дня (адвентистів)                       | 1995            | вул. Щоголіва         | Дім молитви церкви адвентистів сьомого дня    |
| Міжконфесійна церква                                                        |                 |                       |                                               |
| Молитовний будинок                                                          | 2015            | вул. Мирогощанська    |                                               |

#### Культи
| Назва                                   | Рік спорудження | Розташування    | Фото |
| Свідки Єгови                            |                 |                 |      |
| Зал Царства організації «Свідків Єгови» | 2007            | вул. Гірницька, |      |

#### Аварійні культові споруди
| Назва                                  | Рік спорудження | Адреса     | Фото |
| Синагога                               | 1784            | вул. Стара |      |
| Свято-Миколаївський чоловічий монастир | 1784            | вул. Стара |      |

#### Зруйновані храми
| Назва                         | Рік спорудження | Рік руйнування | Фото |
| Хрестовоздвиженський монастир | I пол. XV ст.   | 1944           |      |

## Визначні пам'ятки

### Пам'ятки історії та культури

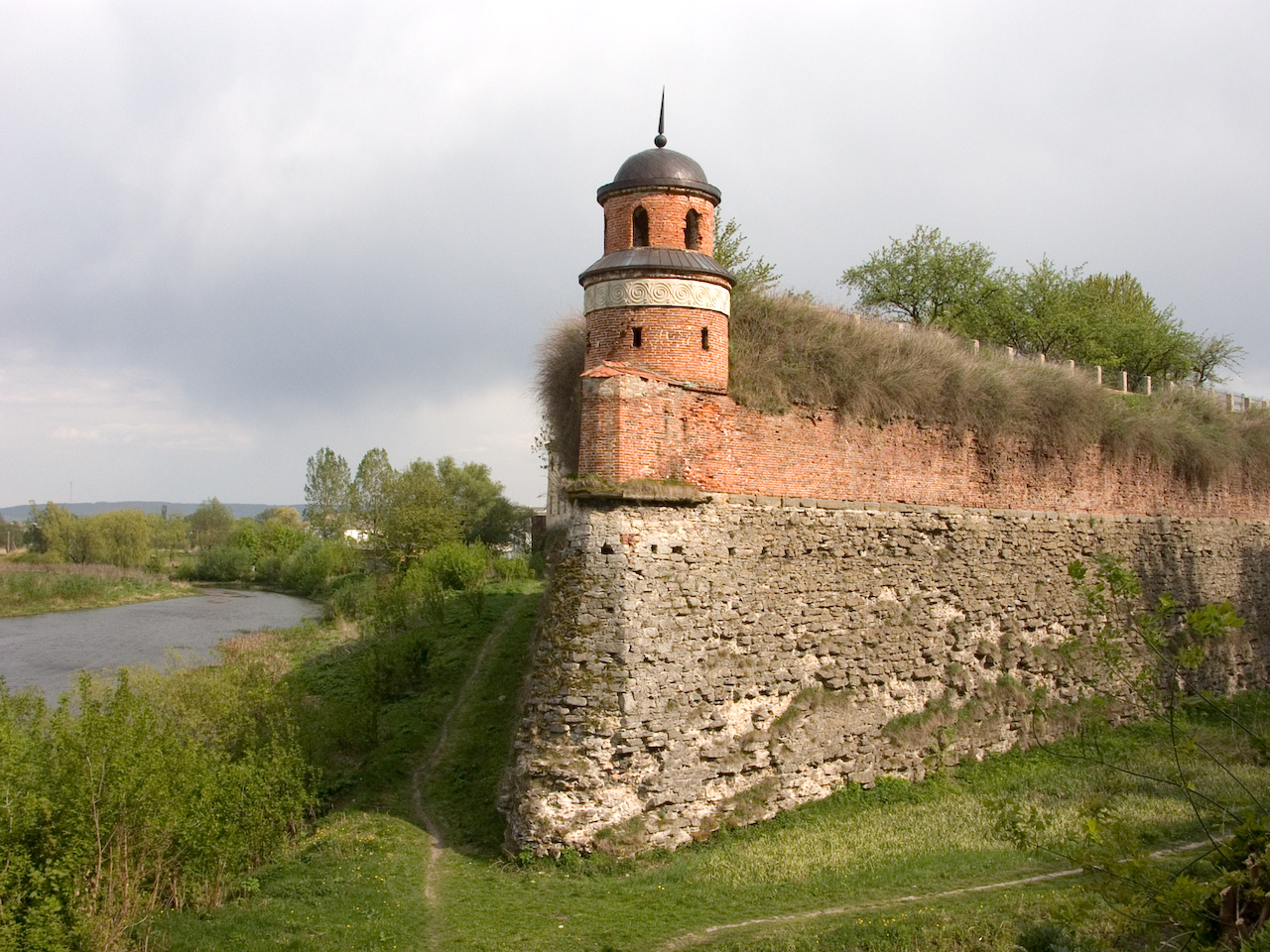
Дівоча вежа Дубенського замку

- Дубенський замок (XV—XVIII ст.)
- Палац Острозьких (XVI—XVIII ст.)
- Палац Любомирських (XVIII ст.)
- Луцька брама (XVII ст.)
- Синагога (XVIII ст.)
- Костел бернардинів (XVII ст.)
- Спасо-Преображенська церква (XVII ст.)
- Собор Різдва Пресвятої Богородиці (XVII ст.)
- Свято-Георгіївський храм (початок XVIII ст.)
- Монастир кармеліток (XVII ст.)
- Костел Святого Яна Непомуки (XIX ст.)
- Будинок контрактів (XIX ст.)
- Хмелефабрика (XIX ст.)
- Свято-Вознесенська церква (середина XIX ст.)
- Тараканівський форт (кінець XIX ст.)
- Іллінська церква (початок XX ст.)
- Будинок Домбровського (XIX—XX ст.)
- Будівлі торгово-житлові (XIX ст.)
- Будинок Ельберта (XIX ст.)
- Комплекс будівель економії Шувалової (XIX—XX ст.)

Дубенський замок (палац князів Острозьких, палац князів Любомирських, надбрамний корпус), Луцька брама, синагога, Спасо-Преображенська церква, Свято-Юріївська (Георгіївська) церква, монастир кармеліток, костел бернардинів і його келії, костел Яна Непомуки, Свято-Іллінський собор, світські будівлі XVIII—XIX ст. у центральній частині міста входять до складу Державного історико-культурного заповіднику міста Дубна створеного постановою Кабінету Міністрів України від 14.06.1993 р. № 444 .

### Пам'ятники

Пам'ятник Тарасу Шевченку, відкритий 1990 року.

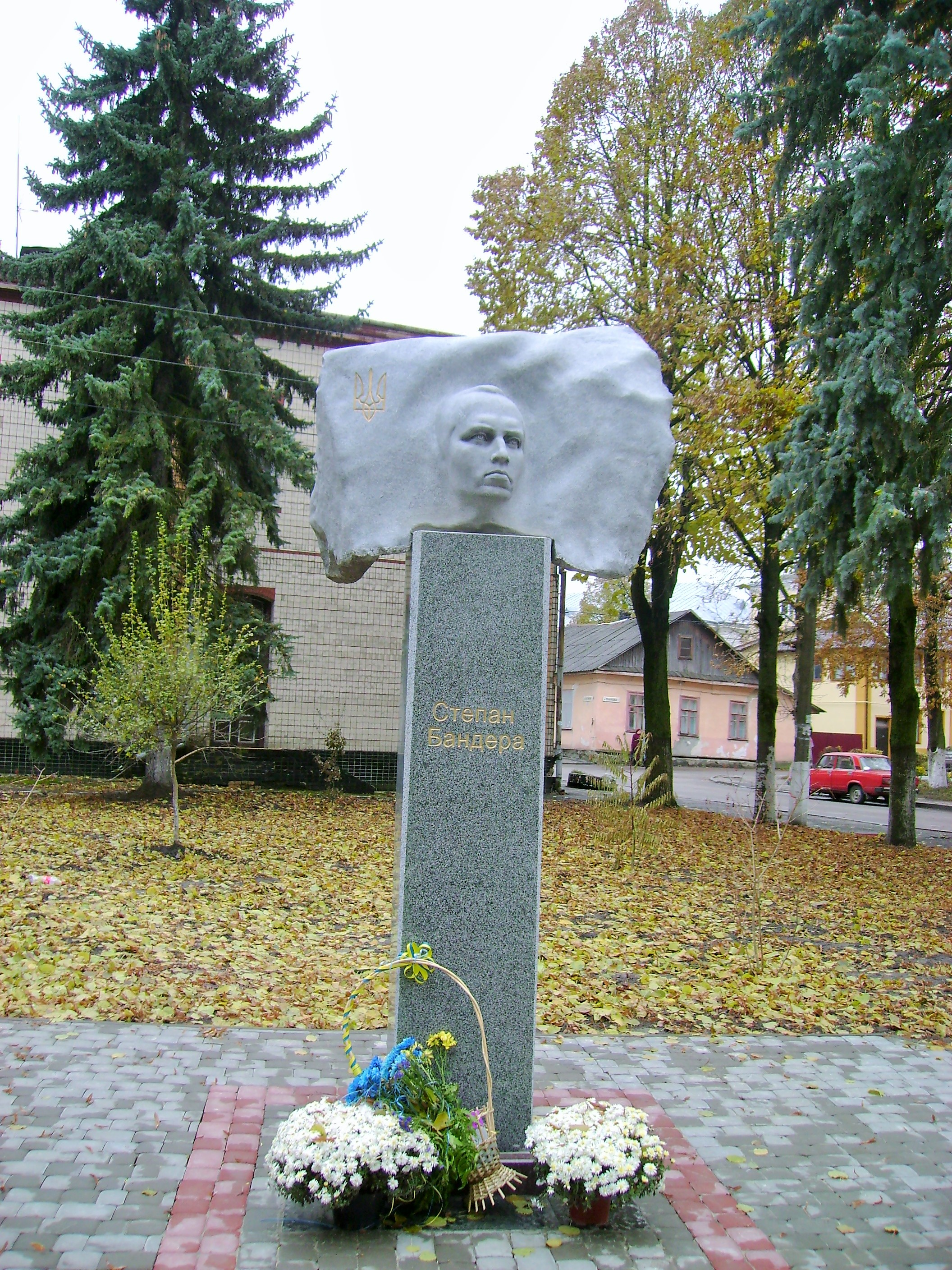
Пам'ятник Степану Бандері, відкритий 2016 року.

В місті встановлено низку пам'ятників і пам'ятних знаків — Т. Г. Шевченку, Степану Бандері, воїнам-афганцям тощо. Більшість існуючих на сьогодні пам'ятників було встановлено в радянський період історії міста, значна частина з них присвячена Великій Вітчизняній війні.

### Меморіальні дошки
На будинках міста встановлено кілька анотаційних і меморіальних дощок.

## Люди

Панорама площі м. Дубно

### Дубенчани, які загинули в російсько-українській війні
До повномаштабного вторгнення 24 лютого 2022 року.
- Швець Сергій Олександрович
- Саюк Микола Олександрович (1987—2016) — молодший сержант Збройних сил України, учасник російсько-української війни.
- Романович Олег Федорович, 1982 р.н.

Після 24 лютого 2022 року.
- В'ячеслав Курочкін, 1972 р.н.
- Андрій Хижняк.
- Віталій Прокопчук.
- Олег Савіцький.
- Олександр Школярчук, 1987 р.н.
- Олександр Соколов.
- Владислав Штефусь.
- Володимир Іванцов, 1986 р.н.
- Олександр Галяс, 07.04.1991р.н.
- Савчук Ярослав.
- Володимир Томко, 2002 р.н.
- Володимира Омелянчук, 1976 р.н.
- Андрій Вознюк, 1978 р.н.
- Євгеній Теслюк, 1989 р.н.
- Роман Лесний, 1979 р.н.
- Юрій Гусак, 1993 р.н.
- Максим Кірчик, 1991 р.н.
- Ігор Міщук, 1981 р.н.
- Володимир Праведний, 1985 р.н.

### Почесні громадяни Дубна
Жулинський Микола Григорович — академік, директор Інституту літератури Національної Академії Наук України, лауреат Державної премії України ім. Т. Г. Шевченка, член спілки письменників України. Народився та навчався в м. Дубно, випускник Дубенського педагогічного училища.
Возницький Борис Григорович — мистецтвознавець, заслужений діяч польської культури, директор Львівської галереї мистецтв, заслужений діяч мистецтв України, експерт ЮНЕСКО, лауреат Державної премії України ім. Т. Г. Шевченка. Почесний громадянин міста Дубно, нагороджений «Кришталевим жолудем». Народився на Дубенщині. У 2005 році отримав звання Героя України.
Козявкін Володимир Ілліч — директор міжнародної клініки відновного лікування у м. Трускавець, доктор медичних наук, професор Львівського медичного університету, лауреат Державної премії України в галузі науки і техніки України, герой України.
Сивіцький Микола Костьович — талановитий публіцист, видатний вчений, лауреат премії ім. Братів Лепких, Співорганізатор Українського соціально-культурного товариства в Польщі та відомого першого українськомовного часопису-тижневика «Наше слово» у Варшаві. Є автором численних наукових статей, газетних публікацій. Його перу належать книжки «Богдан Лепкий. Життя і творчість», «Записки сірого волиняка» тощо. Народився на Дубенщині.

### Видатні особистості пов'язані з містом
- Бабак Валерій Павлович — директор Дубенського коледжу Рівненського державного гуманітарного університету, заслужений працівник освіти України[68].
- Йосип Яків Йоска Сабатка — рабин синагоги в Дубні, учитель, мораліст та кабаліст.
- Коломиєць Авенір Каленикович — український театральний режисер, журналіст, поет і прозаїк
- Сацюк Олекса — український письменник, прозаїк, драматург, перекладач
- Пшеничний Микола Іванович — письменник, краєзнавець.
- Пшенична Любов Антонівна — поет, педагог.
- Рачинець Сергій Порфирович — поет.
- Романюк Анатолій Іванович — театральний актор, народний артист України.
- Тимчак Микола Михайлович — письменник, художник.
- Чацький Тадеуш — польський просвітитель, громадський діяч, помер в Дубно
- Радиловський Юрій — художник другої половини 18 століття.
- Богуславський Войцех  — «батько польського театру» (друга половина 18 століття).
- Тарас Більчук — художник.
- Василенко Микола Бенедович — художник.
- В'юн Галина Іванівна (1912—1972) — українська письменниця, громадсько-культурна діячка
- Ельберт Борис Якович (1890—1963) — радянський мікробіолог.
- Забродський Павло Францевич (нар. 1951 р.) — російський токсиколог українського походження, заслужений діяч науки Російської Федерації.
- Загальська Леокадія Михайлівна (* 1944) — українська майстриня художньої вишивки
- Свєшніков Ігор Кирилович — видатний історик, археолог.
- Чужда Петро Антонович — заслужений тренер СРСР.
- Чужда Олег Петрович — спортсмен, дворазовий чемпіон світу з велоспорту.
- Швець Сергій Олександрович (1975—2015) — солдат Збройних сил України, учасник АТО.
- Галяс Олександр Євгенович (1991—2022) — солдат Збройних сил України, загинув в бою. Нагороджений посмертно — За мужність 3-го ступеня.
- Савчук Борис Петрович (* 1962) — педагог, доктор історичних наук, професор.

### Керівники міста
| ПІБ                                          | Основні відомості                                               | Дата обрання    | Дата звільнення    |
| -------------------------------------------- | --------------------------------------------------------------- | --------------- | ------------------ |
| Голова управи, Річ Посполита                 | Голова управи                                                   |                 | 1795               |
| Голова управи, Російська імперія             | Голова управи                                                   | 1795            | 1917               |
| Голова управи, Українська народна республіка | Голова управи                                                   | 1917            | 1921               |
| Ковальський Сігізмунд                        | Голова окружної управи в Дубні, Польська республіка             | 18 березня 1921 | 18 вересня 1939    |
| Кученко Харитон Сидорович                    | Голова тимчасового органу управління в м. Дубно, СРСР           | 18 вересня 1939 | грудень 1939       |
| Голова виконкому міської ради                | Голова виконкому міської ради Дубна, СРСР                       | грудень 1939    | 20 лютого 1940     |
| Козійчук Сидір Онуфрійович                   | Голова виконкому міської ради Дубна, СРСР                       | 20 лютого 1940  | 25 червня 1941     |
| Сацюк Олекса                                 | Голова окружної управи під час німецької окупації               | червень 1941    | вересень 1942      |
| Голова окружної управи                       | Голова окружної управи під час німецької окупації               | вересень 1942   | березень 1944      |
| Зіньков Аполон Савович                       | Голова виконкому міської ради Дубна                             | травень 1944    | серпень 1944       |
| Снасть Авсей Шмульович                       | Голова виконкому міської ради Дубна                             | квітень 1945    | лютий 1947         |
| Ковальський Олександр Йосипович              | Голова виконкому міської ради Дубна                             | лютий 1948      | жовтень 1949       |
| Кислюк Володимир Омельянович                 | Голова виконкому міської ради Дубна, 1905 р.н., с. Семидуби     | жовтень 1949    | вересень 1950      |
| Чумицький Феодосій Миколайович               | Голова виконкому міської ради Дубна                             | грудень 1951    | квітень 1952       |
| Безкопильний Володимир Лукач                 | Голова виконкому міської ради Дубна                             | квітень 1952    | березень 1953 року |
| Чумицький Феодосій Миколайович               | Голова виконкому міської ради Дубна                             | березень 1953   | жовтень 1954 року  |
| Калмаков Іван Маркович                       | Голова виконкому міської ради Дубна                             | листопад 1955   | березень 1963      |
| Тур Григорій Федорович                       | Голова виконкому міської ради Дубна                             | березень 1963   | січень 1968        |
| Маркопольський Володимир Іванович            | Голова виконкому міської ради Дубна                             | січень 1968     | червень 1973       |
| Діанов Віктор Миколайович                    | Голова виконкому міської ради Дубна                             | червень 1973    | червень 1975       |
| Демчинський Борис Гнатович                   | Голова виконкому міської ради Дубна                             | січень 1978     | листопад 1980      |
| Шубін Едуард Миколайович                     | Голова виконкому міської ради Дубна                             | 1980            | 1988               |
| Мамчур Василь Романович                      | Голова виконкому міської ради Дубна, СРСР                       | листопад 1988   | лютий 1990         |
| Білий Василь Павлович                        | Голова виконкому міської ради Дубна, СРСР                       | лютий 1990      | квітень 1992       |
| Васильченко Василь Миколайович               | Міський голова                                                  | квітень 1992    | липень 1994        |
| Шубін Едуард Миколайович                     | Міський голова                                                  | 1994            | 1996               |
| Антонюк Василь Михайлович                    | Міський голова                                                  | жовтень 1996    | березень 1998      |
| Гаврилюк Дмитро Васильович                   | Міський голова                                                  | березень 1998   | вересень 1999      |
| Никитюк Віталій Степанович                   | Міський голова                                                  | вересень 1999   | жовтень 2005       |
| Дудко Леонід Іванович                        | Міський голова, 1958 року народження                            | 26.03.2006      | 31.10.2010         |
| Антонюк Василь Михайлович                    | Міський голова, 1955 року народження, освіта вища, безпартійний | 31.10.2010      | 2015               |
| Антонюк Василь Михайлович                    | Міський голова, 1955 року народження, освіта вища, безпартійний | 2015            |                    |

Примітка: таблиця складена за даними джерела  

## Символіка
Офіційно затвердженими символами Дубна є герб, прапор та гімн міста.
4 жовтня 1995 року рішенням  Дубенської міської ради було затверджено Герб міста. У синьому полі шести променева зірка, під нею півмісяць ріжками вгору, над ними — півкільце із загостреним виступом (так звана «острога»), всі фігури золоті. Щит обрамований декоративним картушем та увінчаний срібною міською короною. Автором Герба є А. Гречило. Художники Ю. Рябов, В. Кондратюк виконали Герб на фасаді міської ради, який освячено 24 серпня 1996року. 19  червня 1998 року було затверджено Прапор міста. Це квадратне полотнище, на синьому тлі вертикально розташовані  жовті фігури, шести променева зірка, під нею півмісяць, над ними острога, від древка та з вільного краю Прапор має жовті лиштви. За пропозицією тодішнього міського голови Дмитра Гаврилюка було запропоновано виготовити прапор майстриням із Ситного Ганні та Леокардії Бабич. 24 серпня 1998 року Леокардія  передала свій витвір громаді міста. Мають дубенчани і свій Гімн. Гімн Дубна затверджений Статутом територіальної громади міста. Це музичний твір, автором якого є Олександр Матвійчук, на слова Миколи Тимчака.

### Історичні герби міста

Сучасний герб Дубна
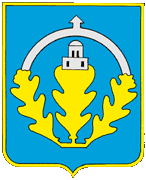
‎Герб Дубна 1991—1995 рр.
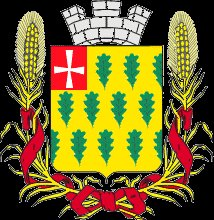
Герб Дубна 1911 р.
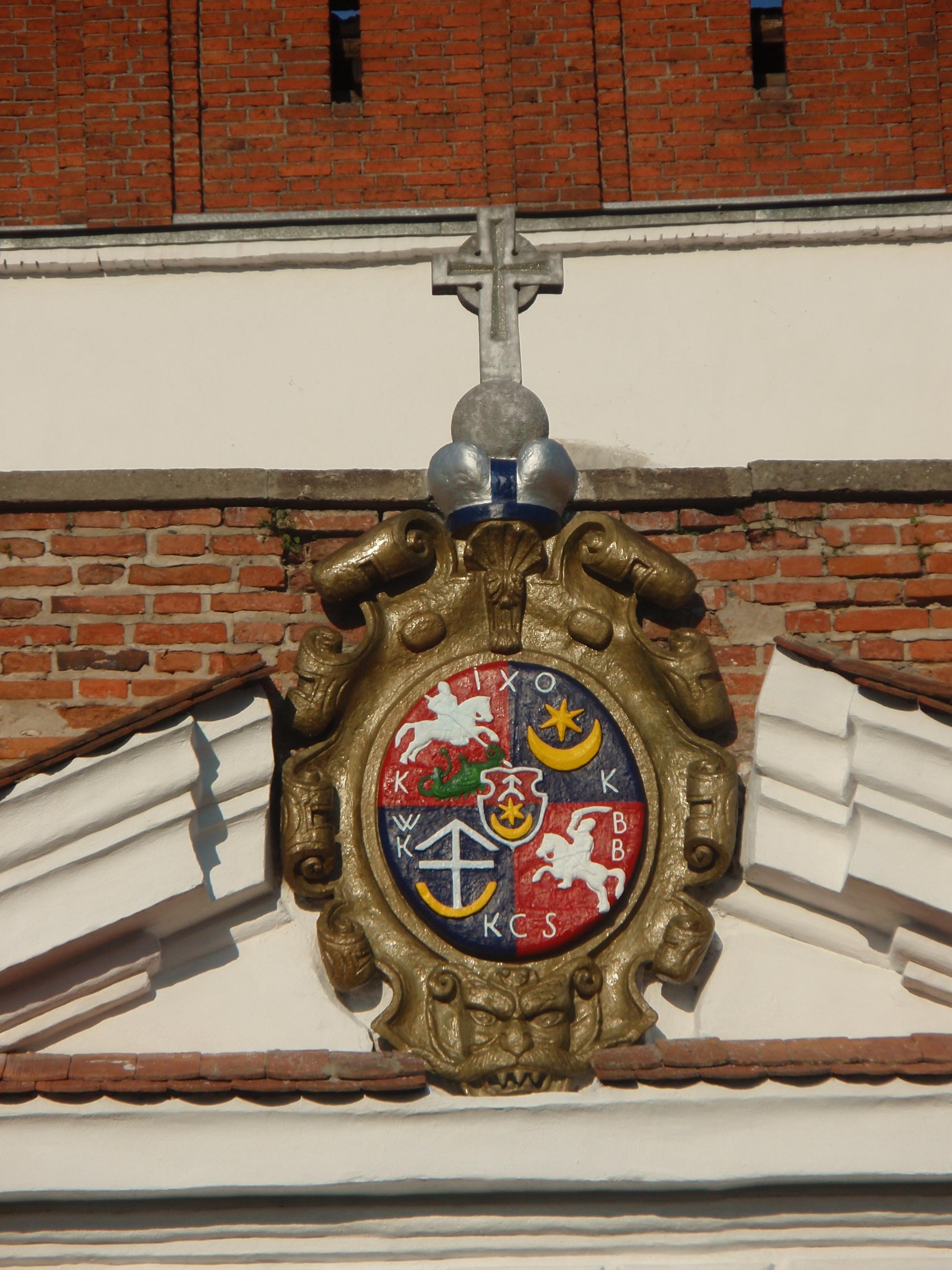
Герб на надбрамному корпусі Дубенського замку

### Прапор міста

Сучасний прапор Дубна

## Міста-побратими
- Соколув-Підляський, Польща
- Гіжицько, Польща
- Унічов, Чехія
- Белоградчик, Болгарія
- Оксфорд (Огайо), США[71]

## Галерея

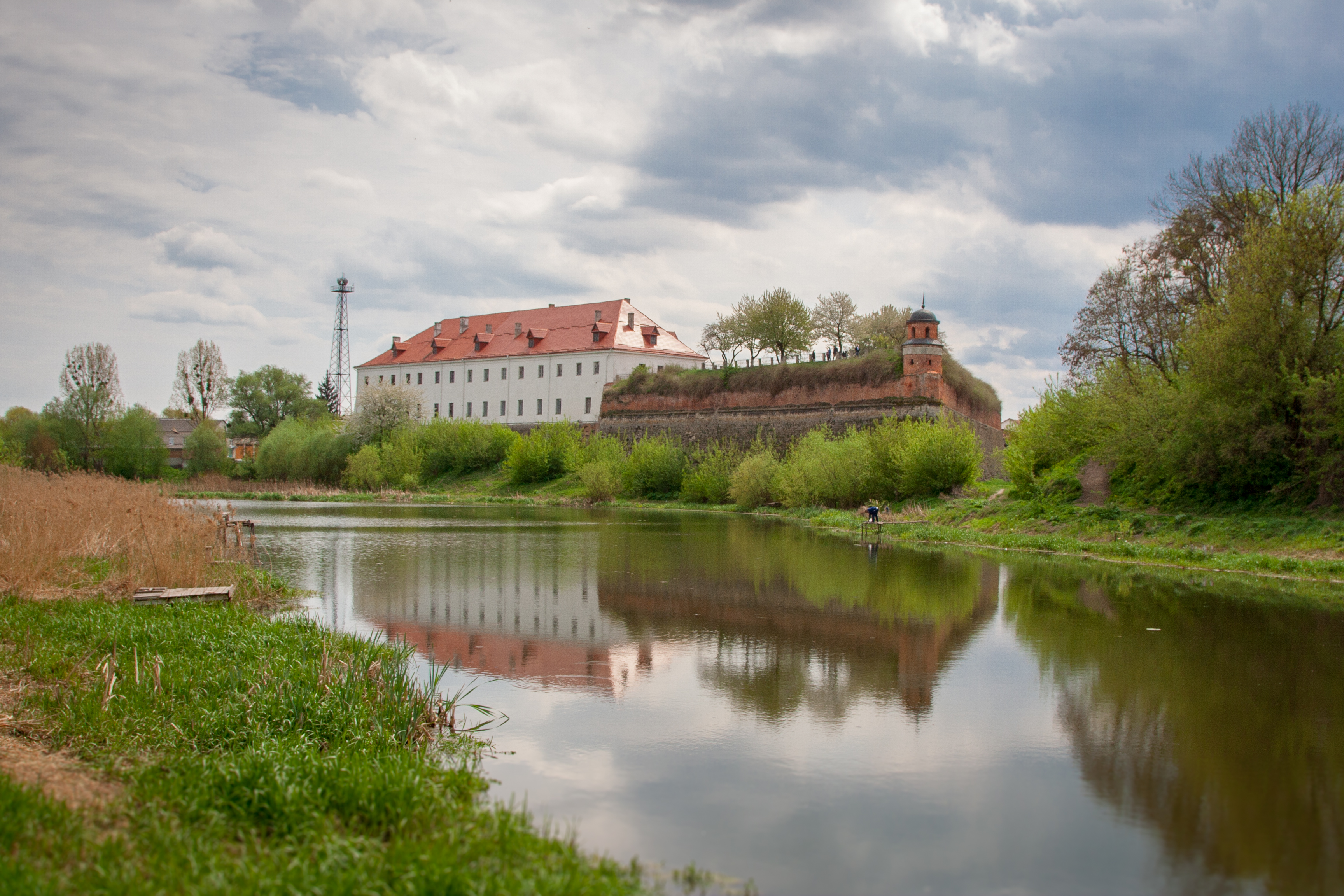
Палац Любомирських та дівоча вежа Дубенського замку
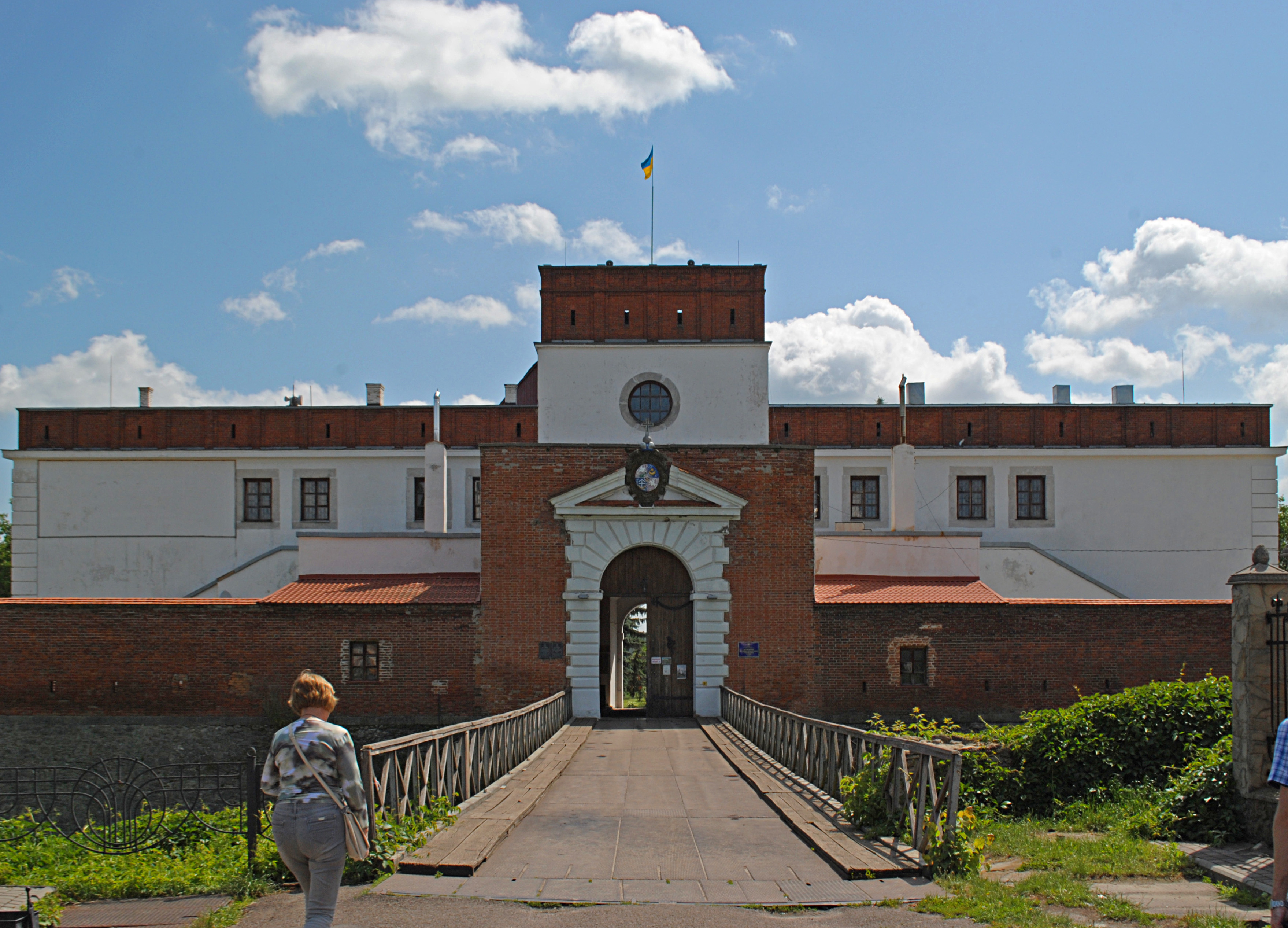
Надбрамний корпус Дубенського замку
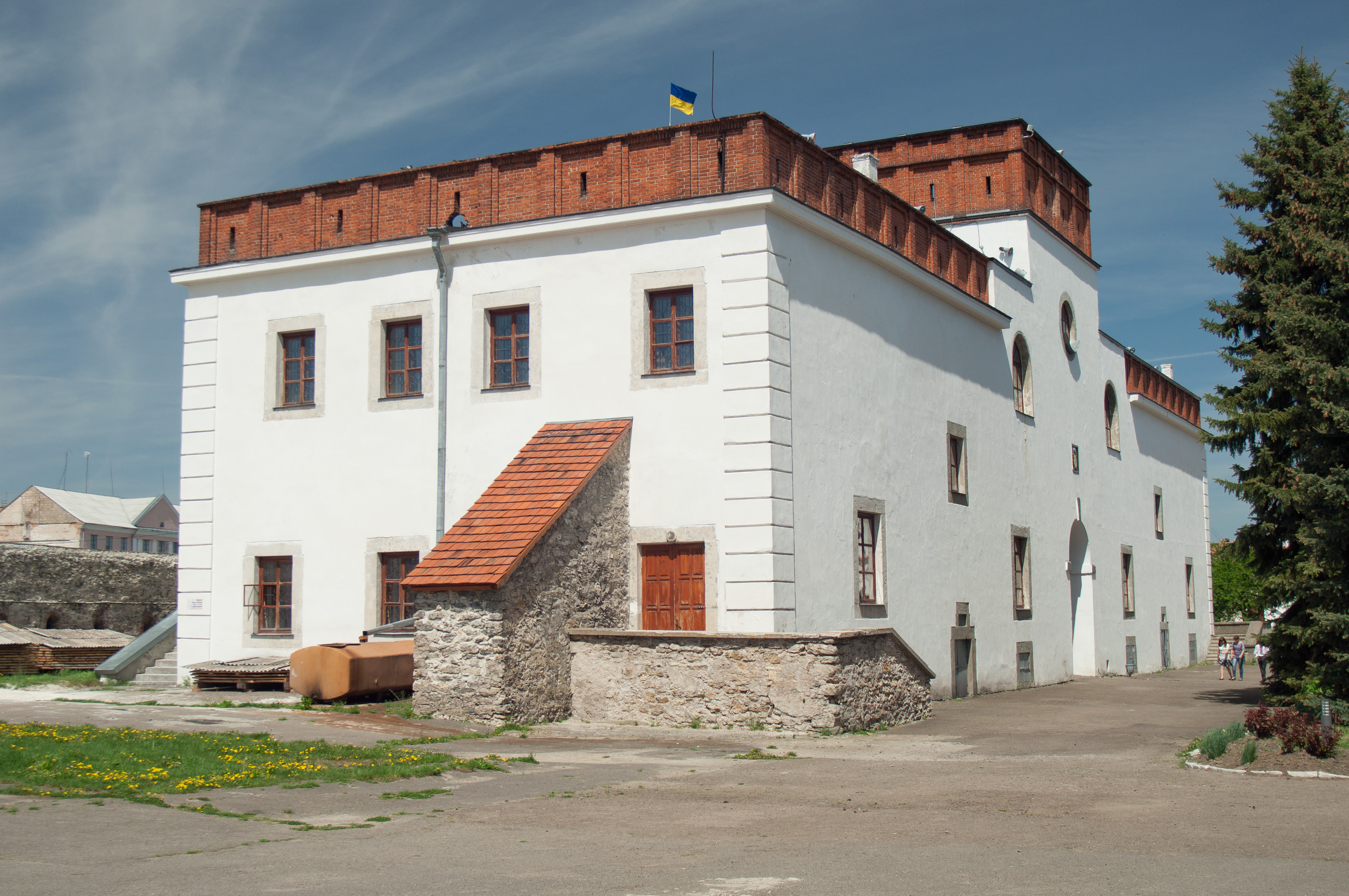
Надбрамний корпус Дубенського замку (вигляд з двору)
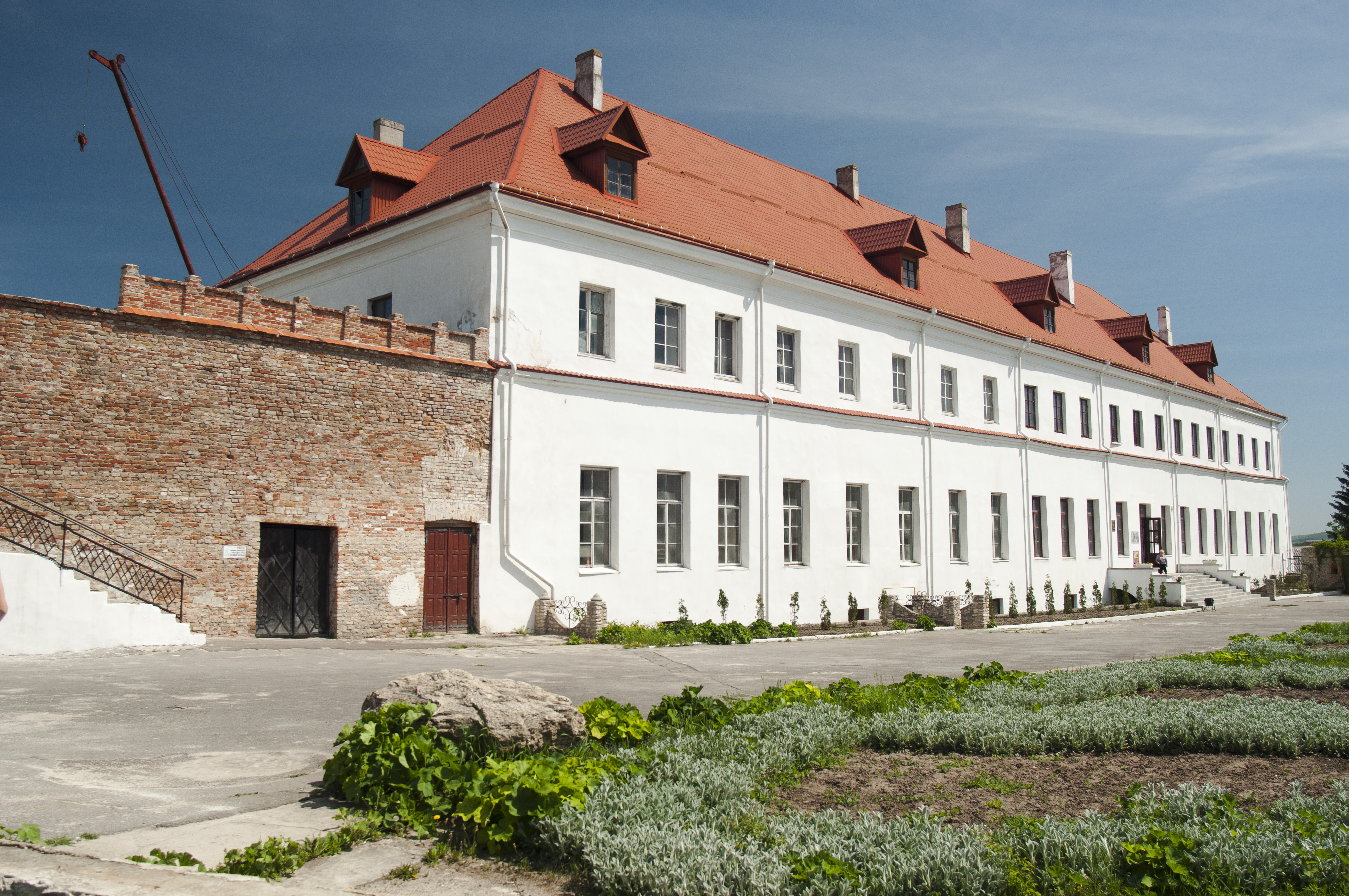
Палац Любомирських Дубенського замку
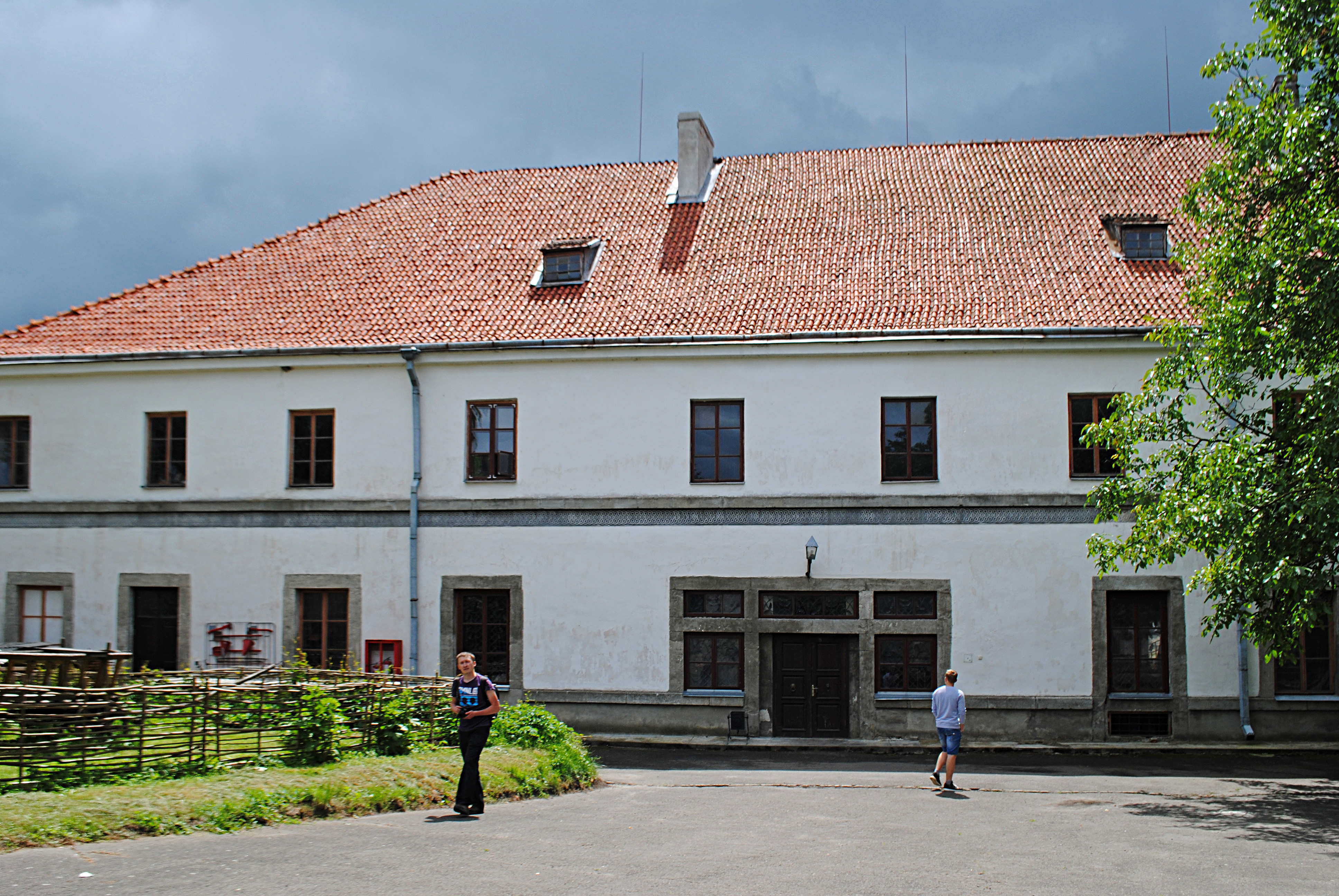
Палац Острозьких Дубенського замку
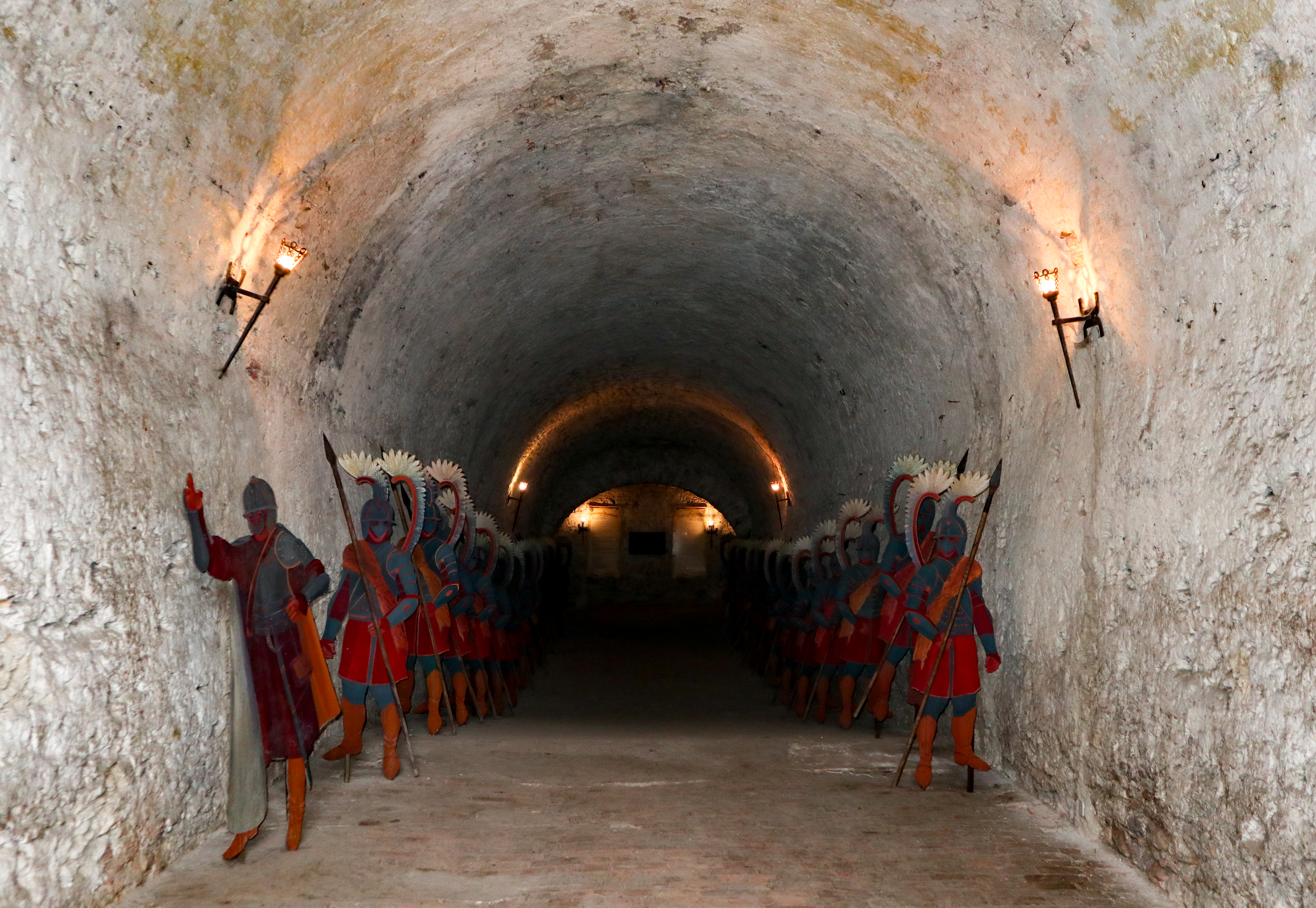
Каземати Дубенського замку
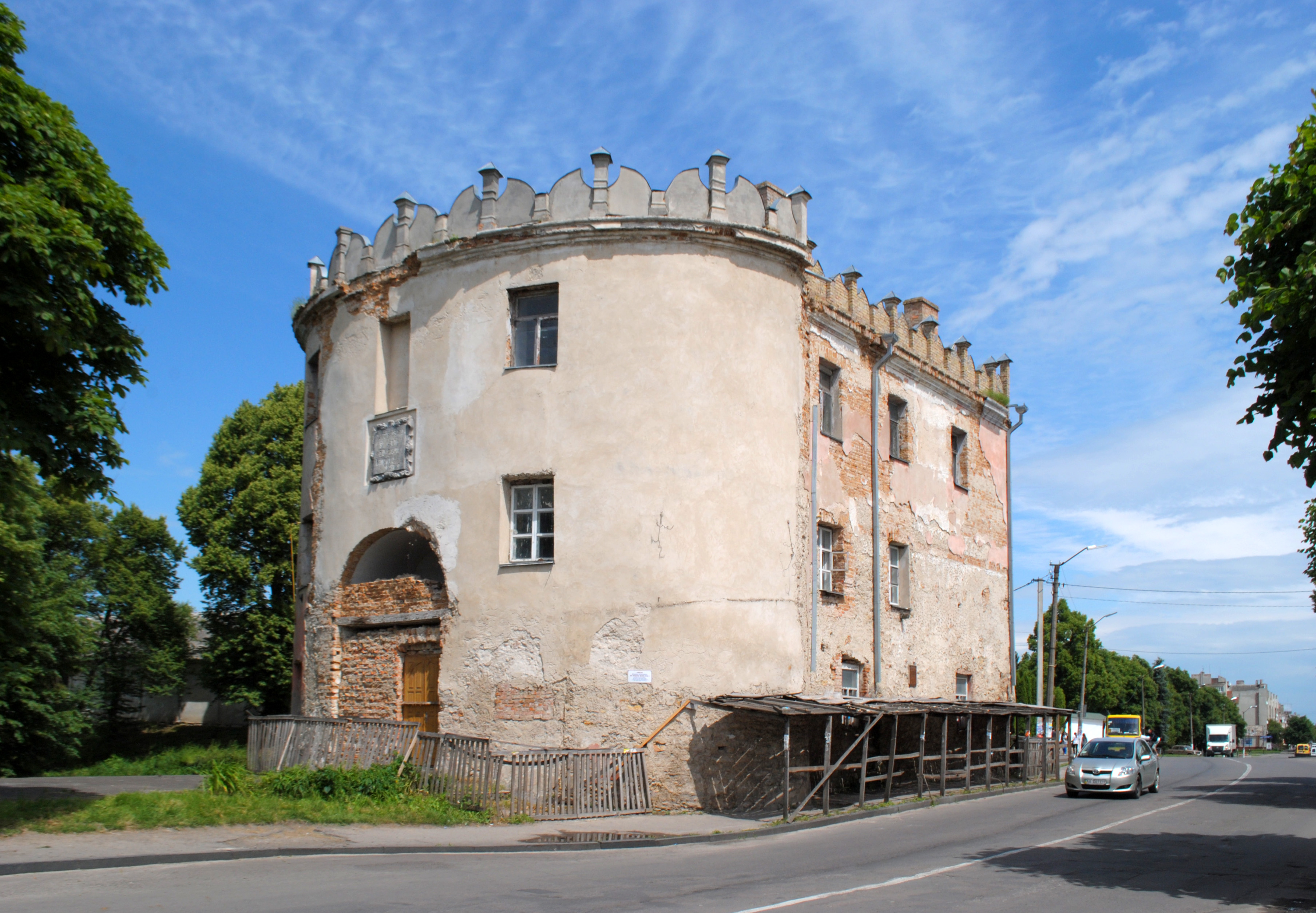
Луцька брама
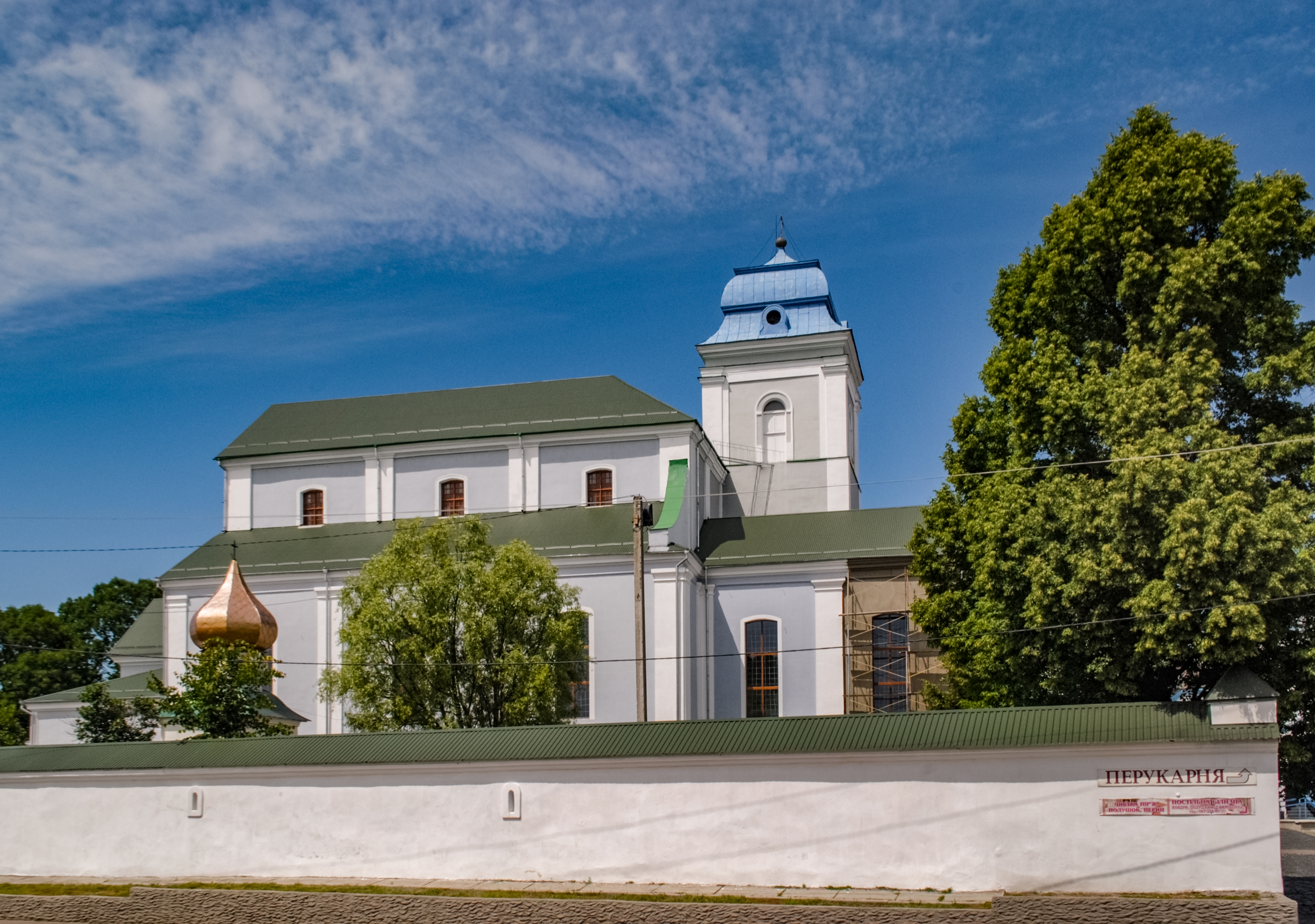
Свято-Миколаївський чоловічий монастир (Костел бернардинів)
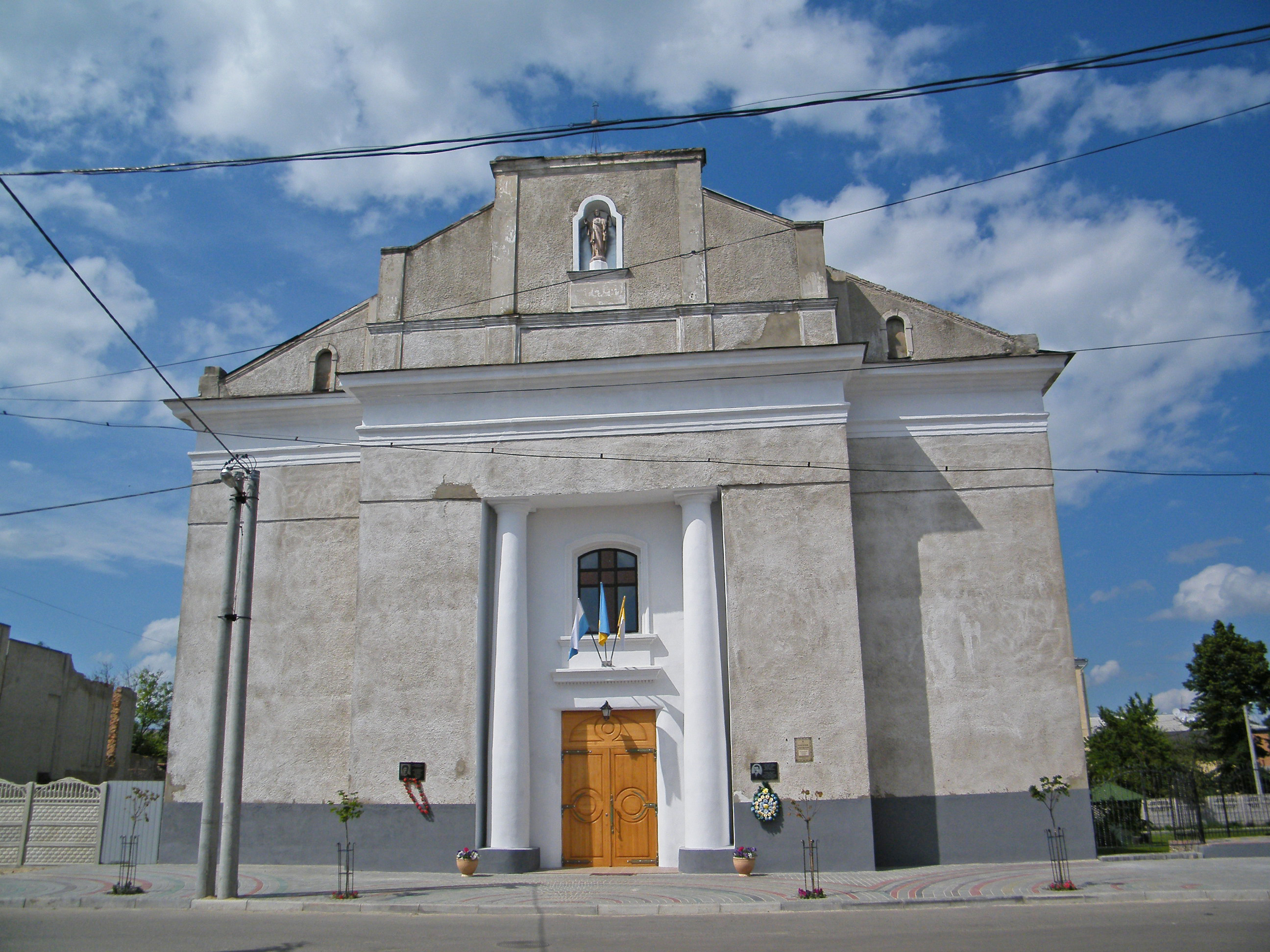
Костел Святого Яна Непомуки
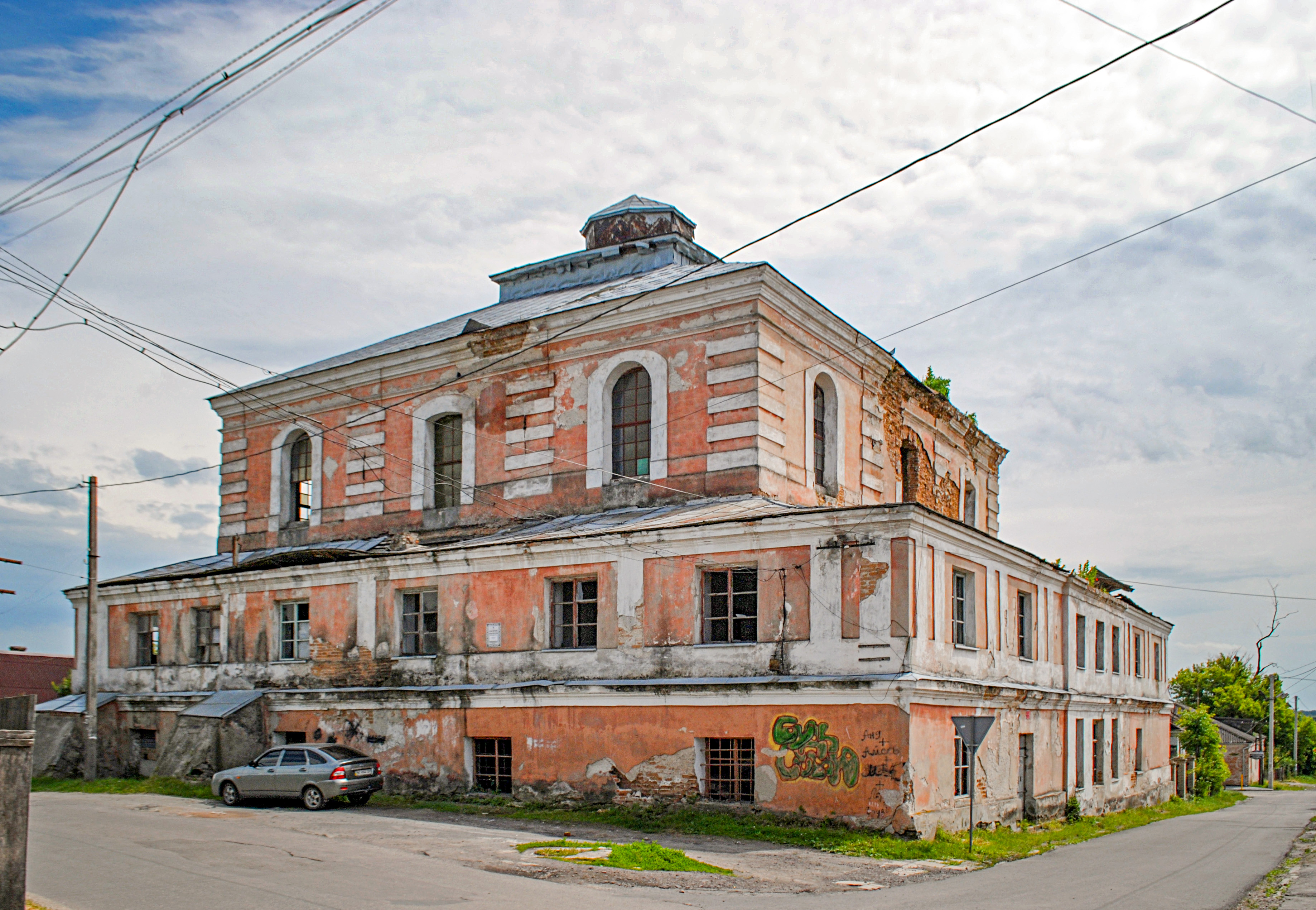
Синагога
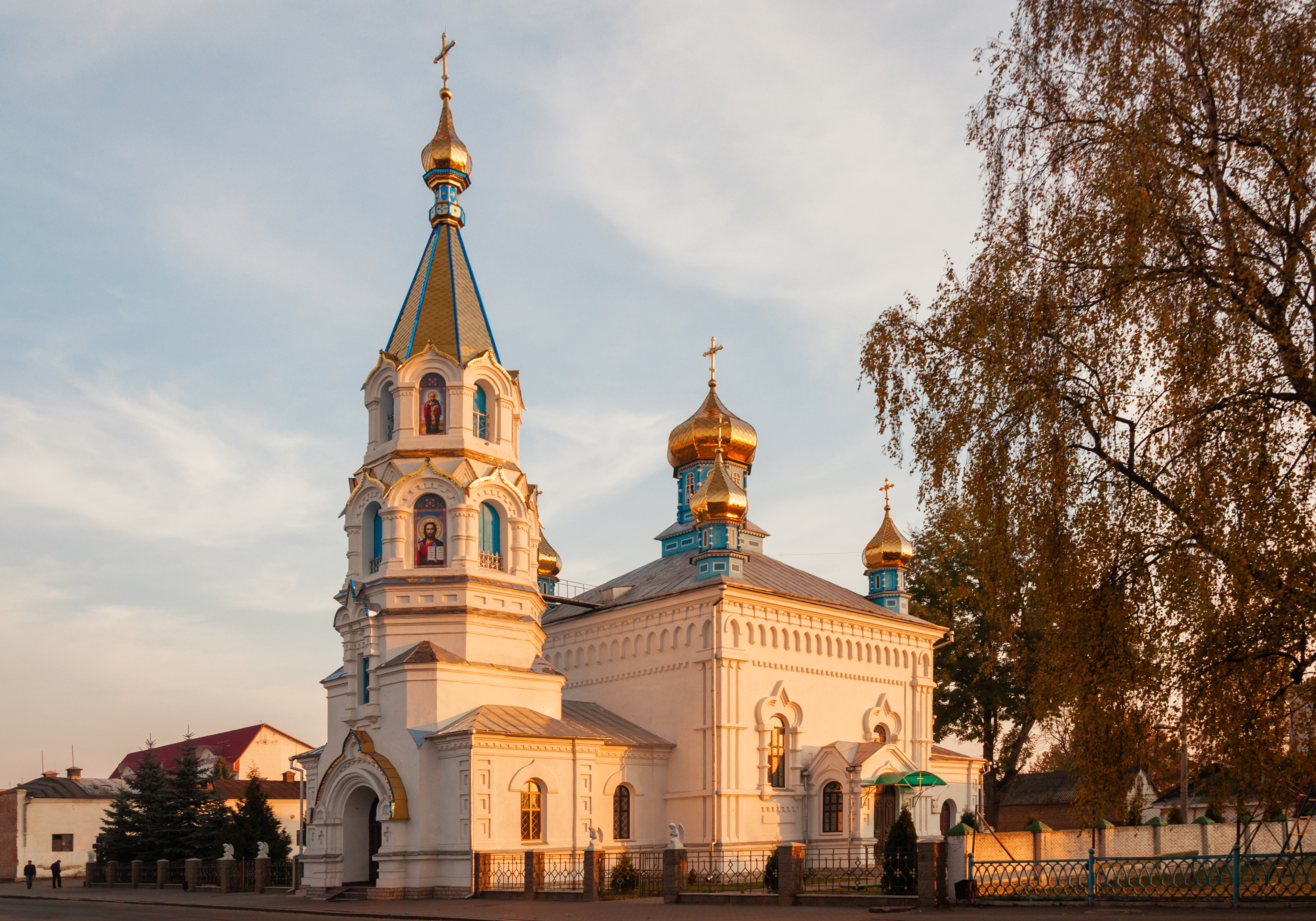
Іллінський собор
Краєвид вулиці Замкової зі сторони дівочої вежі Дубенського замку
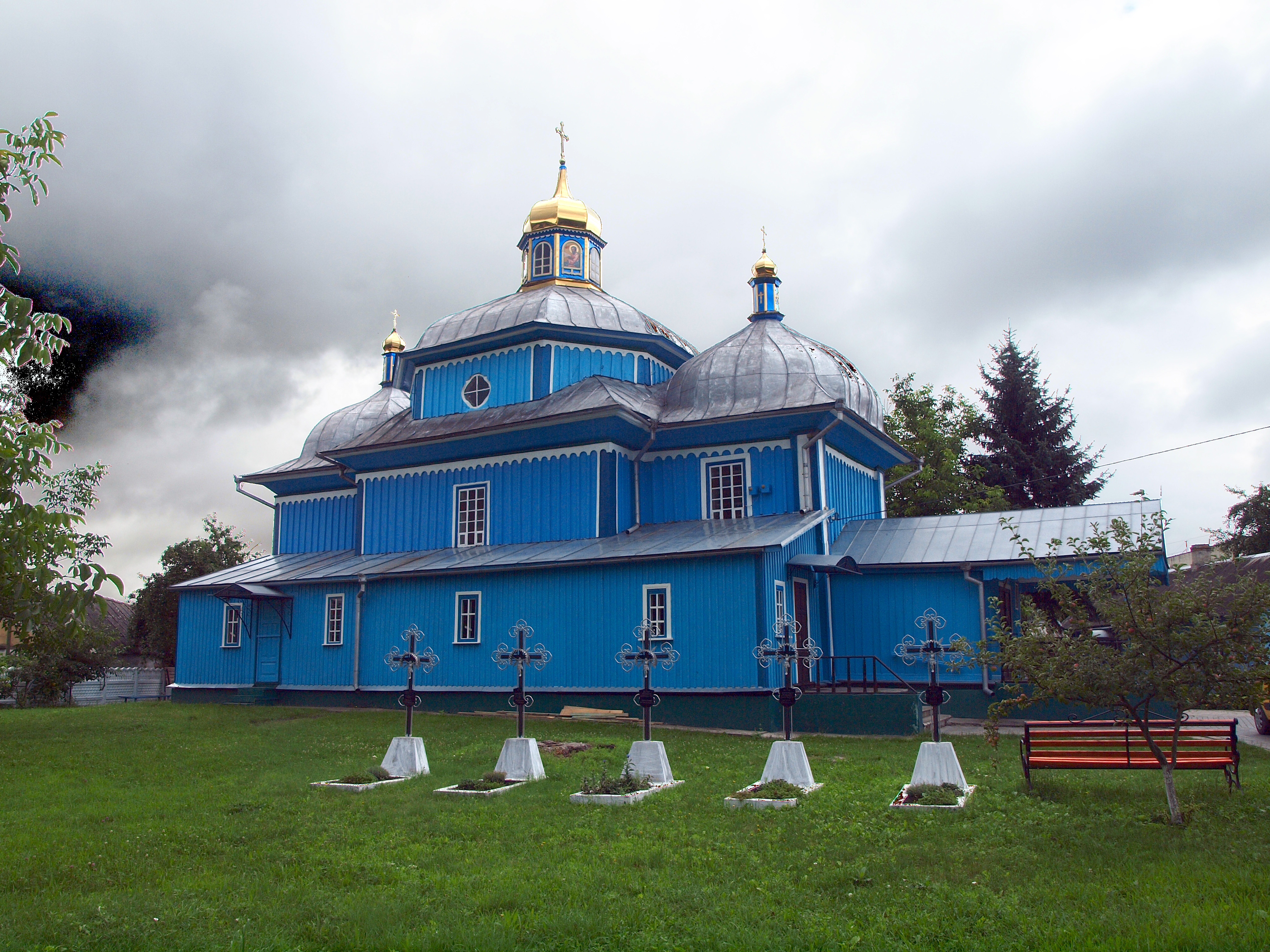
Георгіївський храм УПЦ МП
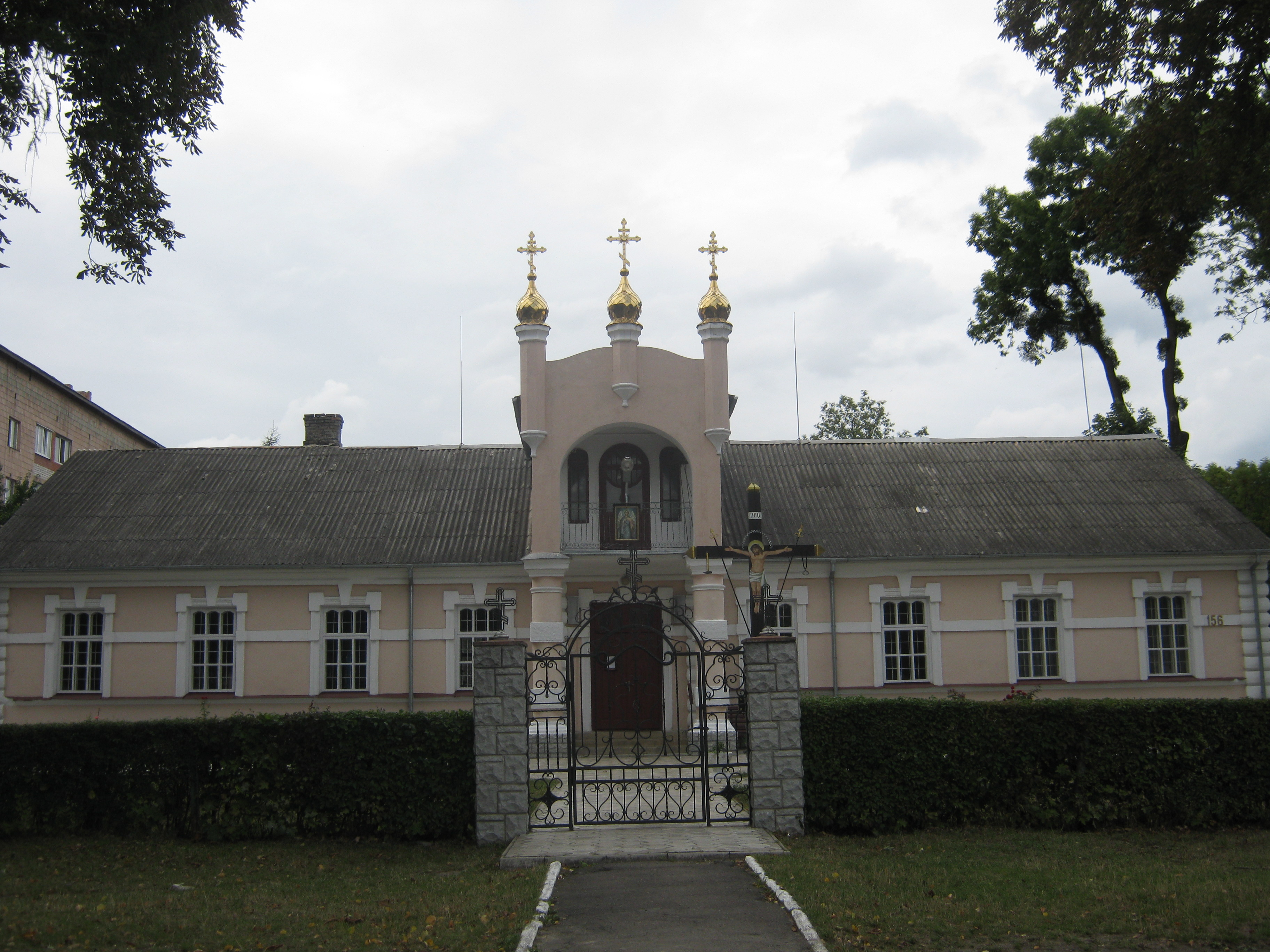
Церква Архангела Гавриїла УПЦ МП
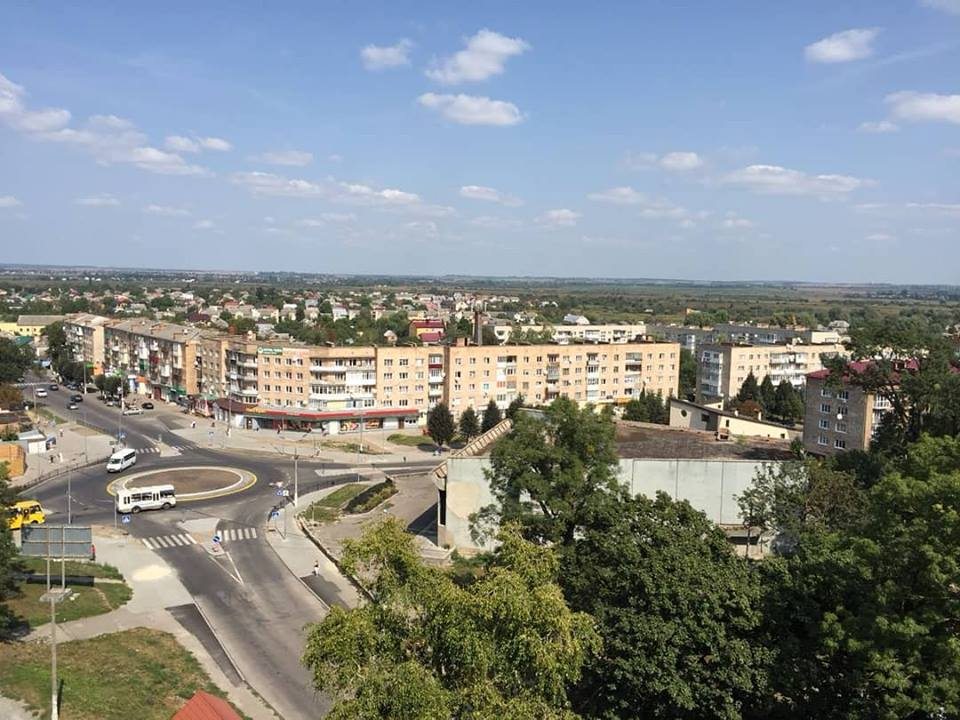
Вид на М. Базарчик
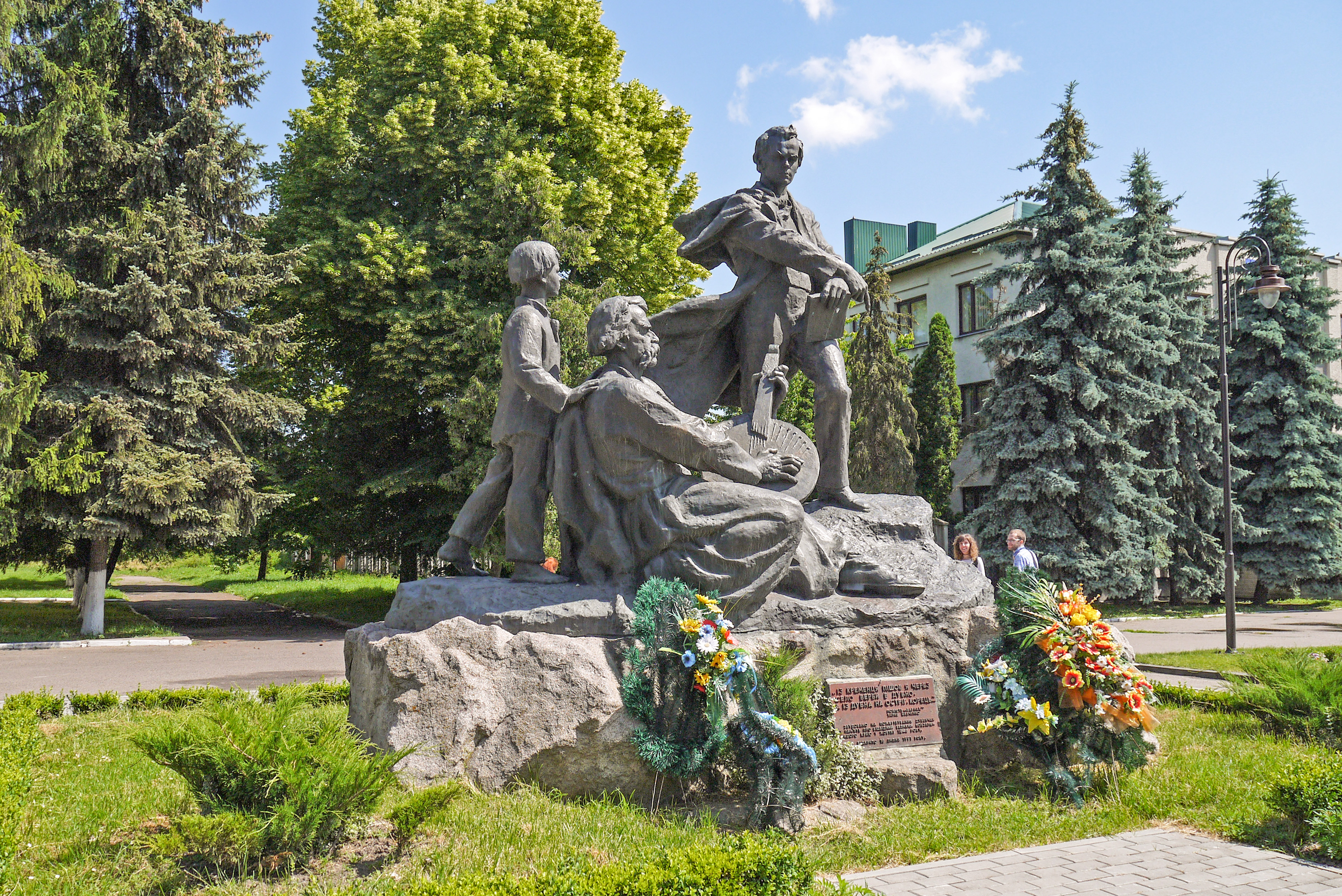
Пам'ятник поету Т. Г. Шевченку
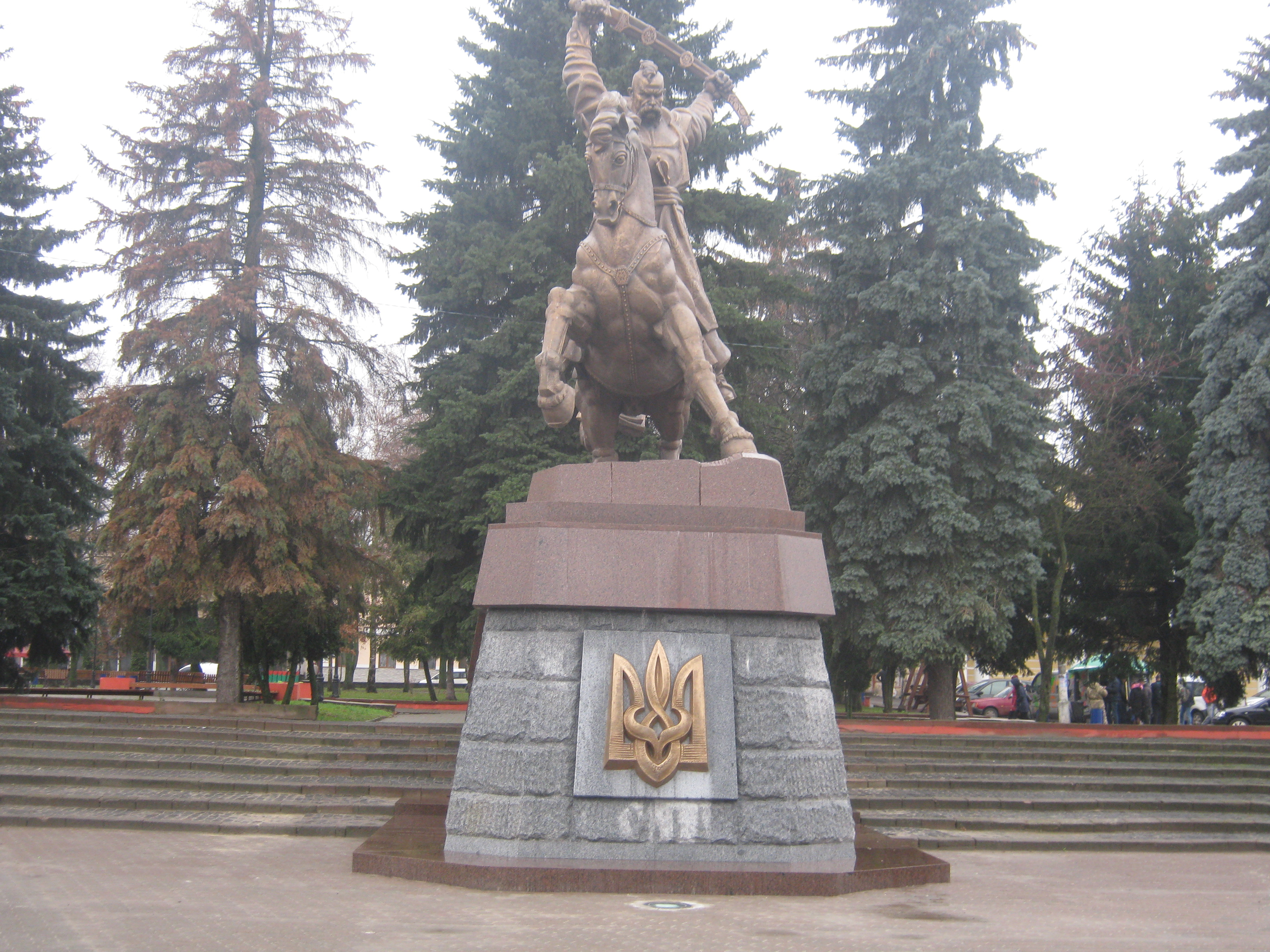
Пам'ятник борцям за волю і незалежність України